# Evere
Vous lisez un « article de qualité » labellisé en 2012.
Pour l’article ayant un titre homophone, voir Hever.
Evere (prononcé /evɛʁ/ en français et prononcé /ˈeːvərə/ en néerlandais) est une des dix-neuf communes bilingues de la Région de Bruxelles-Capitale en Belgique. Les habitants sont appelés les Everois, et le saint patron est saint Vincent. Evere contient cinq quartiers : Germinal, Picardie, Platon (clos), Destrier, Saint-Vincent.
En 1954, un arrêté royal sort la commune de l'espace néerlandophone de l'ancienne province de Brabant pour la rattacher à l'arrondissement administratif de Bruxelles-Capitale. D'emblée, Evere se dote d'un statut, d'un enseignement communal et d'une administration bilingue et est donc en fait, avant les premières lois linguistiques de 1963 réglementant l'emploi des langues dans l'enseignement, la première commune belge à adopter cette position, même avant Bruxelles.
Ses maraîchers, pionniers de la culture du witloof, ont fait la renommée de la commune. Elle a également été un peu le centre de l'histoire de l'aviation en Belgique entre 1914 et 1945, surtout sur l'ancienne commune de Haren, avec laquelle on confond encore trop souvent Evere, qui accueillait, entre autres, dans la commune voisine de Haren les Société anonyme belge de constructions aéronautiques (SABCA) et Société Anonyme Belge d’Exploitation de la Navigation Aérienne (SABENA), qui étalent alors nouvelles.
Evere est restée une commune essentiellement rurale jusqu'a la fin de la Seconde Guerre mondiale, lorsque la forte augmentation de la population a ensuite provoqué la disparition totale de la surface agricole en 25 ans. Le 1er janvier 2024, la commune compte 45 234 habitants, soit une densité de 8 834,77 habitants/km2.

## Toponymie
Le plus ancien document écrit où apparait le nom Everna (autrement noté Euerna) est un acte de donation, daté de 1120, où l'évêque de Cambrai fait don des autels de Scarenbecca et d′Everna au chapitre de Soignies, puis Everne (autrement noté Euerne) vers 1185.
Everna remonterait au celtique *abrona « passage, gué », l'antique via publica entre Cortoriacum et Atuatuca Tungrorum traversait la Senne à cet endroit. Une autre hypothèse voit dans Everna un nom collectif basé, soit sur le mot d'origine vieux bas francique *evora- « sanglier » (cf. ancien néerlandais *evor , néerlandais ever « sanglier », vieux saxon evur, tous du germanique commun *ebura- « sanglier »), d'où le sens global de « lieu des sangliers », soit d'un nom issu du bas francique hever « bouc » et aurait ainsi la même origine toponymique que celle des communes de Hever et de Heverlee, situées en province du Brabant flamand.
D'après le dictionnaire de Xavier Delamarre, il n'y a aucun mot celtique *abrona signifiant « passage, gué », ces deux signifiés étant respectivement rendus par *trē-uori- et *ritu- en celtique commun. En outre, cet hypothétique *abrona ne correspond pas aux formes anciennes connues Everna, Everne. Un rapprochement avec le nom de la tribu des Éburons basé sur le nom de l'if ou du sanglier, *eburo- (connu aussi comme anthroponyme Eburus, Eburo) se justifie peut-être davantage. En tout cas, Maurits Gysseling, qui analyse les toponymes néerlandais Everbeek (Eurebecca 1050 - 1080), Everberg (Euerberga 1129), etc. comme effectivement basés sur le germanique *ebura- « sanglier », n'y rattache pas Evere auquel il ne donne aucune explication. Il n'y a pas lieu de rapprocher Evere de hever « bouc », que l'on retrouve bien dans Heverlee (Heverlee, du germanique hafra- + lauha). En effet, les formes anciennes ne renvoient pas à un type *Hafra-, et il n'y a aucune trace d'un h [h] initial. En fin de compte, l'origine du toponyme Evere est obscure.

## Géographie
Plantée entre le plateau hennuyer-brabançon au sud et la région des Collines au nord, Evere est localisée à 4,6 km au nord-est de Bruxelles, à 38,8 km au sud d'Anvers, à 86,4 km à l'ouest de Liège et à 32,7 km au nord du centre géographique de la Belgique.
Située à l'est de la Région de Bruxelles-Capitale, Evere est limitrophe de trois autres communes de celle-ci (Bruxelles par Haren, Schaerbeek et Woluwe-Saint-Lambert) et d'une commune de la Région flamande (Zaventem par Woluwe-Saint-Étienne).
| Bruxelles, Schaerbeek | Bruxelles (Haren)    | Bruxelles (Haren)                           |
| Schaerbeek            | Evere                | Bruxelles (Haren), Zaventem (Wol.St.Et.)    |
| Schaerbeek            | Woluwe-Saint-Lambert | Zaventem (Wol.St.Et.), Woluwe-Saint-Lambert |

### Topographie

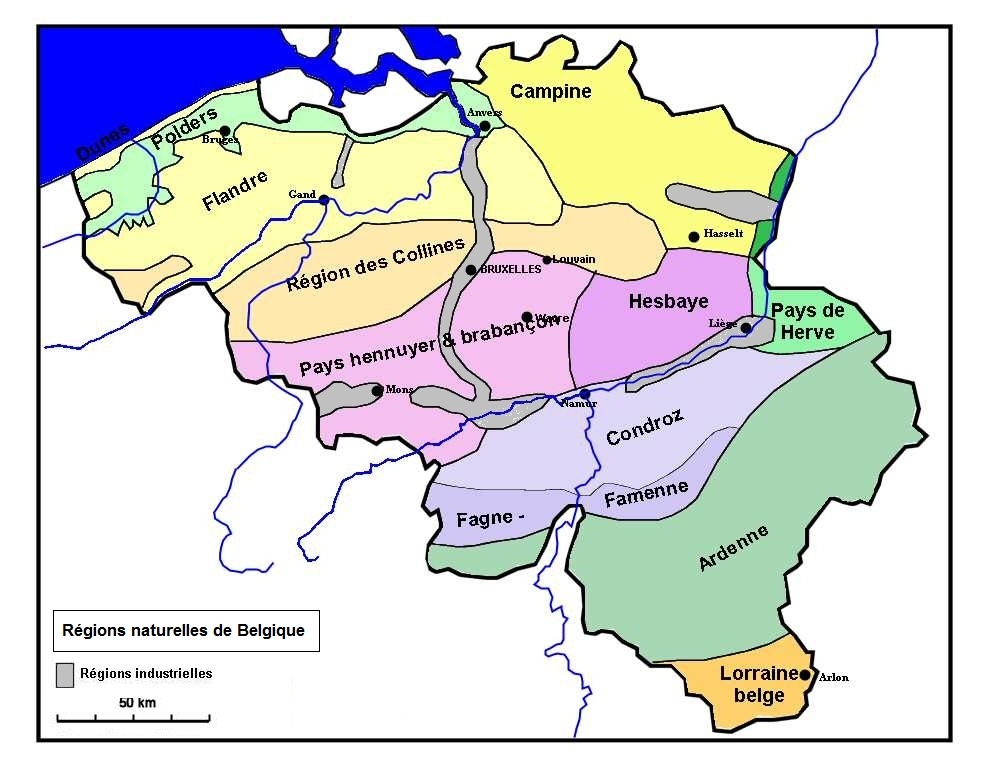
Les régions naturelles de Belgique.

#### Hydrographie
Le seul cours d'eau est le ruisseau du Kerkebeek qui coule à la limite nord d'Evere, venant de Haren, de l'est-nord-est vers l'ouest-sud-ouest. Le long de son parcours, il est alimenté par plusieurs sources, dont la source Saint-Vincent, sortant du versant sud de sa vallée et il forme la réserve semi-naturelle du Moeraske avant de quitter la commune pour celle de Schaerbeek.

#### Relief
Le relief général du plateau de Loo où est située la commune est celui d'un plateau érodé ceinturé par la vallée de la Senne au nord et les vallons du Maelbeek à l'ouest et de la Woluwe à l'est.
L'altitude la plus basse est de 16 mètres sur les rives du Kerkebeek lors de son entrée sur la commune de Schaerbeek (50° 52′ 52″ N, 4° 23′ 19″ E) et l'altitude la plus élevée est de 82 mètres sur l'avenue Léonard Mommaerts (50° 51′ 22″ N, 4° 24′ 40″ E).

### Climat
Le climat est de type océanique avec été tempéré (classé Cfb dans la classification de Köppen). La moyenne mensuelle de jours avec pluie est de 16,5. Les mois les plus pluvieux sont décembre et janvier et les plus secs juillet et août. Cependant, le mois d'août reçoit aussi la deuxième plus grande quantité mensuelle des précipitations annuelles soit 10,22 % de celles-ci, en raison principalement des orages.

Chaque année, des chutes de neige sont observées à Evere. Il peut neiger de novembre jusqu'en avril. En décembre 2010, on y a recensé 22 jours de précipitations hivernales.
| Mois                                  | jan.       | fév.      | mars       | avril     | mai       | juin      | jui.      | août      | sep.      | oct.    | nov.      | déc.       | année |
| ------------------------------------- | ---------- | --------- | ---------- | --------- | --------- | --------- | --------- | --------- | --------- | ------- | --------- | ---------- | ----- |
| Température minimale moyenne (°C)     | 0,7        | 0,7       | 3,1        | 5,3       | 9,2       | 11,9      | 14        | 13,6      | 10,9      | 7,8     | 4,1       | 1,6        | 6,9   |
| Température moyenne (°C)              | 3,3        | 3,7       | 6,8        | 9,8       | 13,6      | 16,2      | 18,4      | 18        | 14,9      | 11,1    | 6,8       | 3,9        | 10,5  |
| Température maximale moyenne (°C)     | 5,7        | 6,6       | 10,4       | 14,2      | 18,1      | 20,6      | 23        | 22,6      | 19        | 14,7    | 9,5       | 6,1        | 14,2  |
| Record de froid (°C) date du record   | −18,7 1940 | −19 1929  | −10,4 1971 | −2,4 1991 | −2,2 1944 | 0,3 1936  | 12,7 1930 | 4,8 1931  | 0 1931    | −5 1950 | −11 1921  | −17,3 1950 |       |
| Record de chaleur (°C) date du record | 15,3 1947  | 21,1 1991 | 24,2 1968  | 28,7 1949 | 34,2 1944 | 38,8 1947 | 36,2 1994 | 36,1 1911 | 34,9 1929 | 27,8    | 20,4 1955 | 16,7 1989  |       |
| Ensoleillement (h)                    | 59         | 77        | 114        | 159       | 191       | 188       | 201       | 190       | 143       | 113     | 66        | 45         | 1 546 |
| Précipitations (mm)                   | 76,1       | 63,1      | 70         | 51,3      | 66,5      | 71,8      | 73,5      | 79,3      | 68,9      | 74,5    | 74,6      | 81         | 776   |
| Nombre de jours avec précipitations   | 19,2       | 16,3      | 17,8       | 15        | 16,2      | 15        | 14,3      | 14,5      | 15,7      | 16,6    | 18,8      | 19,3       | 198,7 |
| Humidité relative (%)                 | 86,6       | 82,5      | 78,5       | 72,5      | 73,2      | 74,1      | 74,3      | 75,5      | 80,9      | 84,6    | 88,2      | 88,8       | 80    |

L'institut royal météorologique de Belgique (IRM), localisé à 9 kilomètres orthodromiques au sud-sud-ouest du centre d'Evere est aussi situé sur un plateau. Les relevés météorologiques qui y sont effectués sont similaires à ceux qui pourraient être réalisés à Evere.

### Urbanisme

#### Morphologie urbaine
Au 1er janvier 2012, l'occupation des sols des 502 hectares de superficie communale est répartie en 231 hectares bâtis, 149 hectares non bâtis (les parcs et jardins publics, les cimetières et les jardins privés) et 123 hectares non cadastrés (les voiries et les terrains appartenant à Infrabel). La superficie des parcs d'entreprises est de 27,84 hectares (surface non bâtie et non cadastrée comprise). La surface totale des bureaux est de 39,92 hectares soit 5,2 % de la superficie communale. Il est à noter que, pour la première fois depuis 1996, cette surface est inférieure à celle de l'année précédente (- 8,58 %).
| Type d’occupation                                        | Pourcentage | Superficie (en hectares) |
| -------------------------------------------------------- | ----------- | ------------------------ |
| Espace bâti                                              | 45,95 %     | 231                      |
| Espace non bâti                                          | 29,62 %     | 149                      |
| Espace non cadastré                                      | 24,43 %     | 123                      |
| Total                                                    | 100 %       | 502                      |
| Source : Institut bruxellois de statistique et d'analyse |             |                          |

L'Institut bruxellois de statistiques et d'analyse (IBSA) qui cartographie la Région de Bruxelles-Capitale en 143 quartiers définis par leur fonction et leur fréquentation divise Evere en six. Du nord au sud : « Paix » (le centre historique), « Conscience », « Avenue Léopold III », « Industrie OTAN » (en ce qui concerne Evere, ce quartier ne comprend qu'une partie du Da Vinci Research Park le reste étant sur Haren-Bruxelles), « Cimetière de Bruxelles » (qui comprend le cimetière de Bruxelles et le cimetière de Schaerbeek) et « Paduwa ».

Moins de 45 % des immeubles sont âgés de plus de 50 ans. C'est le quartier « Conscience » qui possède le bâti le plus ancien avec 56,20 % antérieur à 1961, viennent ensuite le quartier « Paix » avec 49,30 %, le quartier « Industrie OTAN » avec 49,25 %, le quartier « Paduwa » avec 43,21 % et enfin le quartier « Léopold III » avec 15,03 %.
Plus traditionnellement, la commune est divisée en « Evere Bas » (le centre historique) et « Evere Haut ». En morphologie urbaine, cela se traduit par trois zones distinctes :
- morphologie de la fin du XIXe siècle à 1940 (habitat constitué de maisons individuelles à deux façades avec jardin) localisée entre la zone semi-naturelle du Moeraske au nord et la chaussée de Haecht au sud ainsi que le long de la chaussée de Louvain ;
- morphologie de la seconde moitié du XXe siècle (habitat mixte constitué de maisons deux ou trois façades et de barres ou de bâtiments à appartements entourés d'un espace vert) localisée entre la chaussée de Haecht au nord et l'E40 au sud (hormis la chaussée de Louvain) ;
- morphologie du XXIe siècle (habitat intimiste au sein d'une zone résidentielle) pour le nouveau sous-quartier situé de part et d'autre de la rue du Péloponnèse.

#### Logement
Pour une population qui s’élève, au 1er janvier 2012, à 35 803 habitants, Evere compte 3 903 maisons d'habitation unifamiliales avec 1 680 garages ou lieux de stationnement privés et 954 immeubles à appartements comportant 12 370 logements avec 8 262 garages ou lieux de stationnement privés. 1 511 de ces appartements sont dans des maisons autrefois individuelles qui ont été divisées. 16 032 logements sur les 16 273 disponibles sont occupés au 1er janvier 2010 tandis que la commune compte 2 210 logements sociaux au 1er janvier 2013.
|                                                          | 2000   | 2000        | 2010    | 2010        | 2011    | 2011    |
| appartement                                              | maison | appartement | maison  | appartement | maison  |         |
| -------------------------------------------------------- | ------ | ----------- | ------- | ----------- | ------- | ------- |
| Evere                                                    | 85 681 | 117 334     | 192 275 | 303 772     | 189 072 | 288 837 |
| Région                                                   | 89 309 | 113 394     | 201 209 | 336 207     | 207 082 | 348 820 |
| Belgique                                                 | 88 943 | 79 661      | 189 670 | 180 930     | 195 515 | 188 401 |
| Source : Institut bruxellois de statistique et d'analyse |        |             |         |             |         |         |

En 2013, la part des logements sociaux, avec 13,80 % du bâti habitable, est la deuxième plus élevée de la Région de Bruxelles-Capitale dont la part moyenne est de 7,69 %.

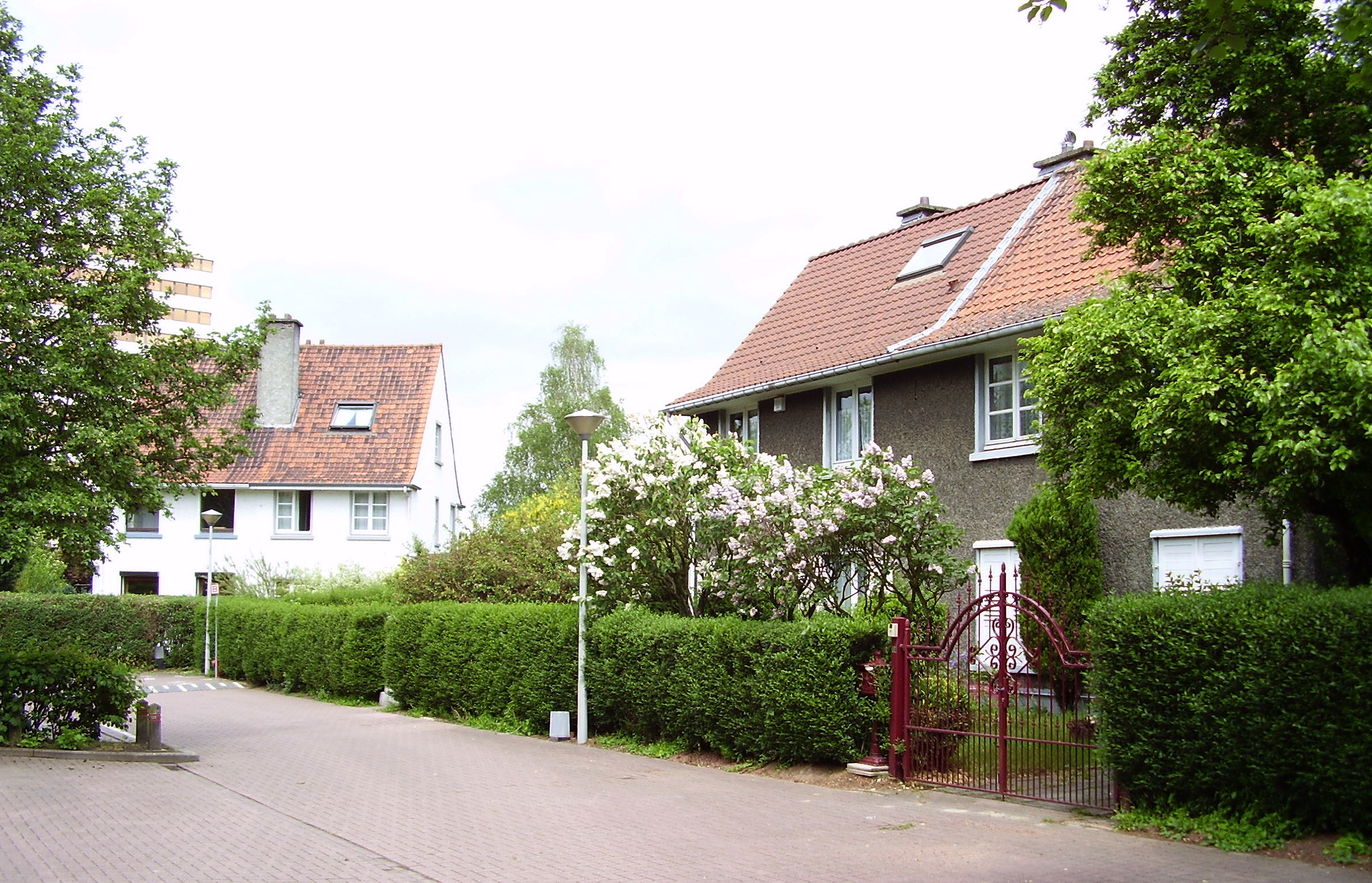
Dans la cité-jardin du Tuinbouw.

Les premières habitations sociales datent de 1922. Il s'agit de la petite cité-jardin du Tuinbouw (« horticulture » en néerlandais) née d'une initiative privée et construite selon les plans de l'architecte Jean-Jules Eggericx. Depuis lors, chaque maison a été vendue et appartient maintenant à un propriétaire privé.

C'est à la fin des années 1940, que la commune s'engage dans le mouvement du logement social. Elle fait bâtir les trois cités de Germinal, de Ieder zijn huis (« à chacun sa maison » en néerlandais) et du Home familial Brabant selon le concept de la cité-jardin. Plus tard est construite la cité de Picardie selon le principe de l'unité d'habitation développé par Le Corbusier.
Depuis 2010, la commune a investi afin d'augmenter le niveau de confort de ses logements sociaux.
| Année                                                    | Evere | Moyenne Région | Jette et Saint-Gilles |
| -------------------------------------------------------- | ----- | -------------- | --------------------- |
| 2010                                                     | 85,49 | 83,82          | 98,43                 |
| 2013                                                     | 99,07 | 96,42          | 100                   |
| Source : Institut bruxellois de statistique et d'analyse |       |                |                       |

Le niveau 100 signifie que tous les logements sociaux de l'entité sont équipés, à titre individuel, du confort de base ; à savoir de toilettes intérieures, d'une salle de bains, d'un chauffage central ou individuel, d'une installation intérieure de distribution d'eau potable froide et chaude, d'une cuisine semi-équipée, d'une installation d'évacuation des eaux usagées, d'un réseau électrique délivrant 40 Ah.

### Voies de communication et transports

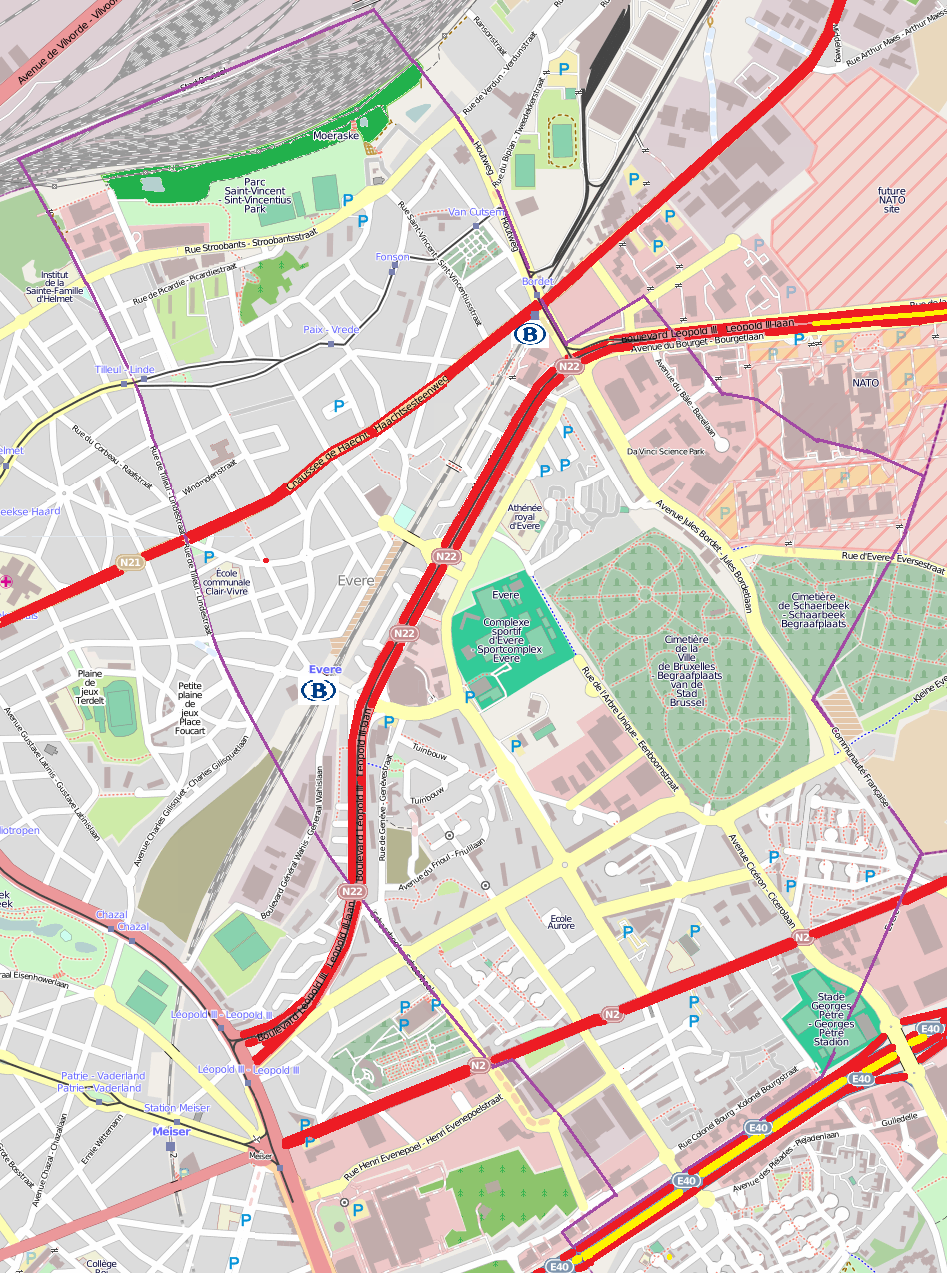
En rouge, les trois grands axes routiers traversant Evere : du haut vers le bas : la N21, la N22, la N2
En rouge et jaune, l'autoroute longeant et desservant Evere : lE40

#### Voies routières
Evere est traversée par trois routes nationales ayant chacune un axe sud-ouest, nord-est. Au sud, par la N2 sur 1,3 kilomètre, au nord, par la N21 sur, aussi, 1,3 kilomètre et, au centre, par la N22 sur 2,1 kilomètres. Cette dernière est prolongée par l'A201 en direction de l'aéroport de Bruxelles.

La commune est aussi longée au sud par l'E40 accessible par le diffuseur complet no 19.
Outre ces 4,7 kilomètres de voiries de transit, Evere est traversée par 16 kilomètres de voiries régionales, 42 kilomètres de voiries à caractère intracommunal et 2 kilomètres de sentiers et chemins vicinaux. La vitesse maximale autorisée est partout limitée à 50 km/h sauf aux abords des écoles où elle est limitée à 30 km/h et dans les zones résidentielles où elle est limitée à 20 km/h.
La commune possède aussi un réseau d'environ 42 kilomètres de voies cyclables, soit en pistes cyclables soit en bandes cyclables. 70 % des routes à circulation en sens unique sont aménagées en double-sens cyclable. L'administration Bruxelles-Mobilité chargée des équipements, des infrastructures et des déplacements par le gouvernement de la Région de Bruxelles-Capitale a inclus la commune dans son plan d'itinéraires cyclables régionaux (ICR) avec l'ICR no 01 reliant Saint-Josse-ten-Noode à Evere. La promenade verte, ceinturant la Région sur une distance de 60 kilomètres, traverse Evere sur environ 4,5 kilomètres.
Cinq systèmes d'autorisation de stationnement des véhicules à moteur existent :
- zones rouges, limitées à des quartiers commerçants où la rotation des véhicules est nécessaire pour favoriser l’accessibilité des clients. Le stationnement y est limité dans le temps et est payant pour tous en retirant un ticket de stationnement à l’horodateur ;
- zones orange, où on favorise le stationnement de courte durée mais où les riverains sont privilégiés. Le stationnement est payant à l'horodateur sauf pour les détenteurs d'une carte de stationnement ;
- zones vertes, destinées à protéger les habitants en raison de la pression du stationnement générée par les commerces, les entreprises et les bureaux. Le stationnement est autorisé au moyen de la carte de stationnement ou du ticket de stationnement ;
- zones bleues, où la pression de stationnement augmente en raison de la proximité de zones où le stationnement est réglementé et en raison de la présence de nombreuses entreprises et autres activités socio-économiques. Le stationnement est autorisé au moyen du disque de stationnement, de la carte de stationnement ou du ticket de stationnement ;
- zones neutres, zones accessibles à tous sans tarification ni limitation dans le temps.

#### Transport aérien
Situé dans la commune voisine de Zaventem, l'aéroport de Bruxelles est relié à Evere par l'A201.
Cette proximité entraine des nuisances sonores. Moins affectée que les communes situées à l'est et au sud de l'aéroport, Evere, et plus particulièrement le sud de la commune, subit cependant une pollution sonore lors du décollage des avions des pistes 20, 25 L et 25 R (cette dernière lors des virages à gauche). L'indice Lden d'exposition au bruit y est de 61,77 dB(A) alors que la moyenne de la Région est de 54,54.

#### Transport ferroviaire
La commune dispose de deux gares, la gare d'Evere et la gare de Bordet, sur la ligne 26 qui relie la gare de Hal à la gare de Schaerbeek ou Vilvorde. À l'horizon 2019, cette ligne fera partie des lignes B et F du réseau express régional bruxellois en construction dont la première gare inaugurée le 13 janvier 2005 fut celle de Bordet.

#### Transport en commun

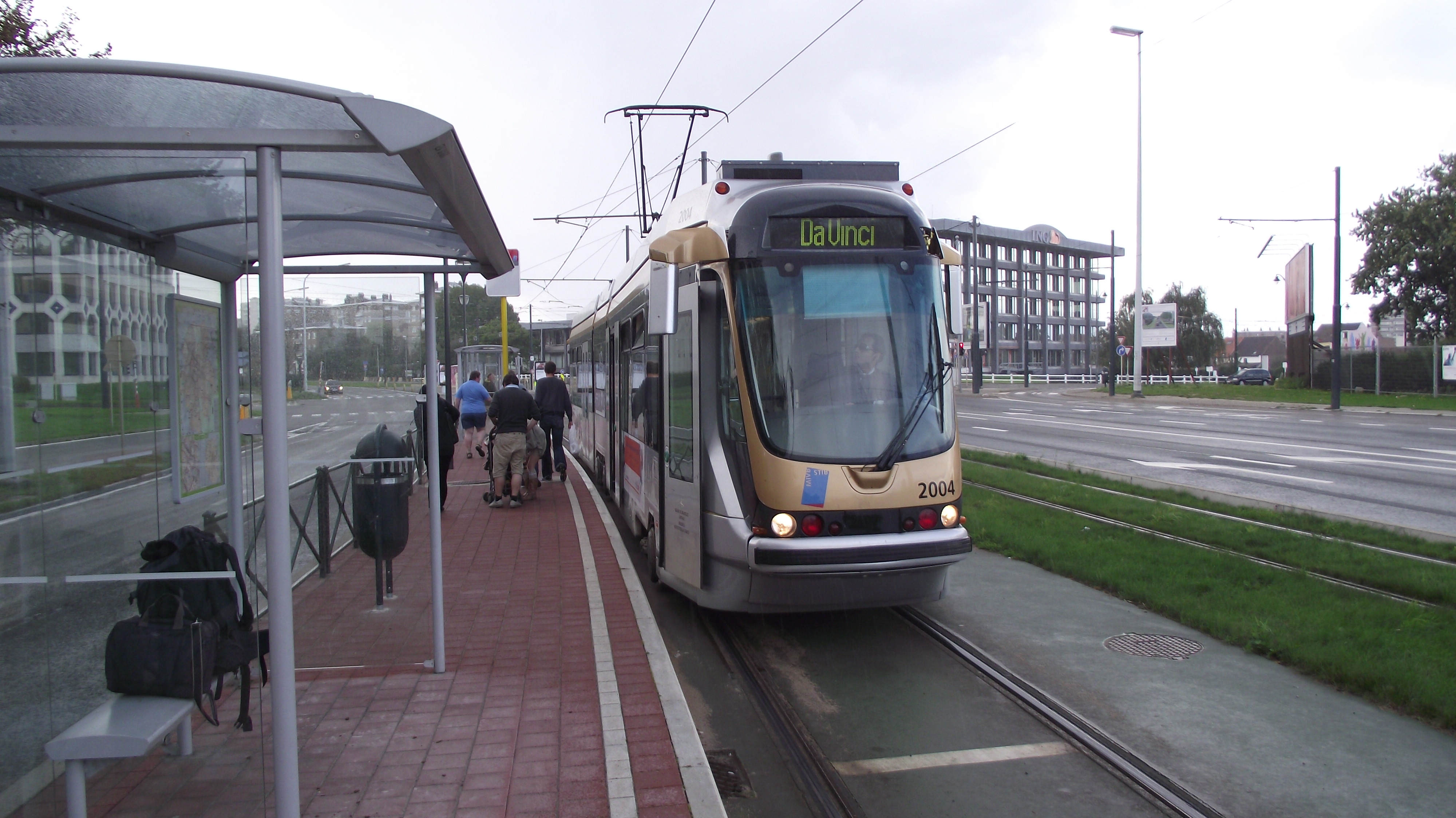
Le tram no 62 à l'arrêt Da Vinci sur le boulevard Léopold III.

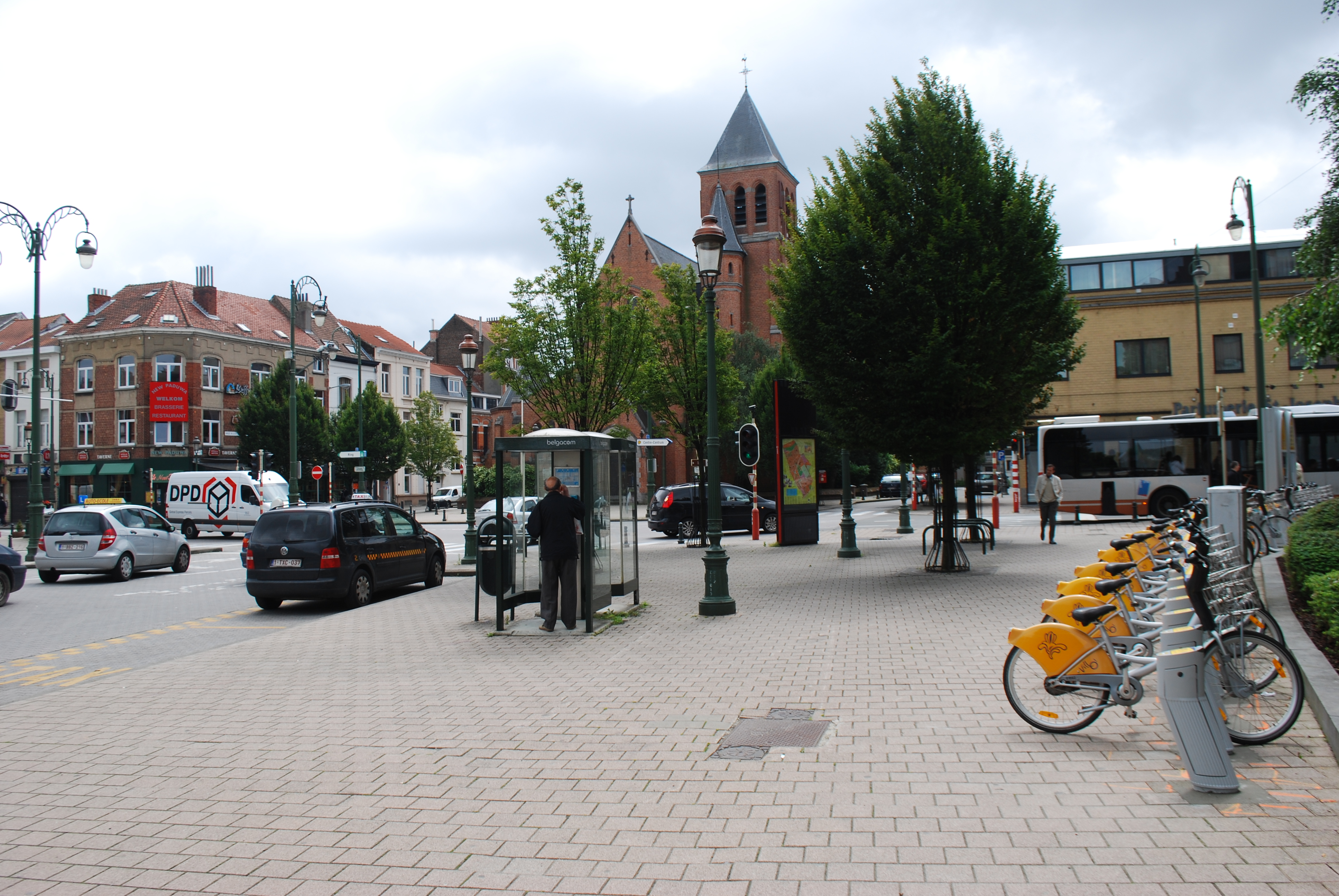
La station no 270 des vélos en libre-service Villo! et la station de taxis équipée de cabines téléphoniques, avenue des Anciens Combattants.

L'entité communale est parcourue par des véhicules de deux sociétés de transport en commun :
- STIB :
  - trams    (ce dernier en site propre),
  - autobus           auxquels il faut ajouter la ligne express   entre la gare de Bruxelles-Luxembourg et l'aéroport de Bruxelles,
  - Noctis : c'est le réseau de bus nocturne qui fonctionne les nuits de vendredi à samedi et de samedi à dimanche, de minuit à 2 h 45. Le réseau forme une étoile à 11 branches au départ de la station de prémétro Anneessens vers les différents faubourgs de la capitale. Evere est desservie par la ligne  [11] ;
- De Lijn :
  - autobus 270, 271, 272 et la ligne express 471 sur la chaussée de Haecht,
  - autobus 318, 351 358 et la ligne express 410 sur la chaussée de Louvain.

##### Projet de métro
Le 28 février 2013, le Gouvernement de la Région de Bruxelles-Capitale présente son projet d'une « nouvelle ligne nord-sud » pour le métro de la STIB. Celle-ci reliera la station de métro Rogier à la gare SNCB de Bordet et les travaux réels devraient s’étaler entre 2018 et 2022.

#### Taxi et transport partagé
Cinq des 127 stations de taxis que compte la Région sont aménagées dans la commune mais seules trois possèdent, au moins, une cabine téléphonique. Le service de taxi collectif nocturne COLLECTO organisé par la Région de Bruxelles-Capitale possède cinq points d'embarquement,.
La société d'autopartage Cambio possède une station de trois voitures sur le territoire communal.
Depuis l'été 2012, Evere est englobée dans le réseau des stations de vélos en libre-service de la société Villo!. Dix stations sont, depuis le mois de juillet, opérationnelles et trois stations supplémentaires doivent encore être aménagées avant la fin 2012.

## Histoire
Jusqu'au sortir de la Première Guerre mondiale, Evere est une commune à vocation essentiellement agricole. La culture céréalière, celle de la carotte et celle du navet (ce dernier est renommé dans toute l'Europe) sont dominantes jusqu'à l'introduction de la pomme de terre dans la deuxième moitié du XVIIIe siècle. Dans le dernier quart du XIXe siècle, à la suite de l'importation massive, en Europe, de blé des États-Unis et de l'Empire russe, les agriculteurs everois se reconvertissent dans l'horticulture maraichère et surtout dans la production du witloof (« feuille blanche » en néerlandais).
À partir de 1919, une certaine industrialisation basée sur la construction aéronautique s'installe grâce à la présence du premier aérodrome national construit très partiellement dans la commune et surtout dans la commune voisine de Haren.
Après la Seconde Guerre mondiale, l'explosion de la démographie et la raréfaction des habitations libres ou des terrains à bâtir libres dans la région bruxelloise accélère la disparition des terres agricoles au profit de l'urbanisation. Celle-ci s'accroit encore, à partir de 1968, avec l'arrivée sur Haren de l'Organisation du traité de l'Atlantique nord sur le site désaffecté de l'ancien aérodrome. Cette implantation entraine aussi la venue de nombres d'entreprises du secteur tertiaire pour qui est créé le Da Vinci Research Park entre Evere et Haren (Ville de Bruxelles).

## Héraldique, drapeau et logotype

### Héraldique
|  | La commune possède des armoiries qui lui ont été octroyées le 15 novembre 1928. Les armoiries complètes montre Saint Vincent portant l'écu sur le côté. Elles sont inspirées des armoiries des derniers seigneurs d'Evere, la Famille de Walckiers. En 1722, Adrien Ange de Walckiers de Tronchiennes, seigneur de Tronchiennes, acquiert l'état d'Evere et la famille dirige le village jusqu'en 1793. Saint Vincent est le saint patron local et aussi le symbole de l'Abbaye Saint-Vincent à Soignies qui possédait le village. Le plus vieux sceau du village datant de 1387, montre le saint portant l'écu de la famille Clutinck, à l'époque seigneurs d'Evere. Plus tard, le sceau montre le saint portant les de Borssele. Blasonnement : Écu : Parti, au premier d'or au faucon au naturel, contourné, posé sur un rocher de trois coupeaux de gueules, mouvant de la pointe, et surmonté d'une étoile à six rais du même; au second de gueules au faucon au naturel posé sur un rocher de trois coupeaux d'or, mouvant de la pointe et surmonté d'une étoile à six rais du même (qui est de Walckiers), Tenant : Écu tenu de la senestre par un saint Vincent auréolé assis tenant de la dextre un sceptre de lyses, le tout d'argent.l'écu tenu de la senestre par un saint Vincent auréolé assis tenant de la dextre un sceptre fleurdelysé, le tout d'argent. - Délibération communale : 1er janvier 1927 - Arrêté royal : 15 novembre 1928 - Moniteur belge : 22 décembre 1928 - L'écu est celui du vicomte Adrien Ange Walckiers de Trochiennes (1722 - 1795) Source du blasonnement : Heraldy of the World. |

### Drapeau
|  | Drapeau de la commune d'Evere · Bandé de vert et de blanc de quatre pièces. Ces couleurs sont celles que la tradition attribue à l'écu de saint Vincent (De sinople à la croix d'argent). · |

### Logo-type
|  | Logo de la commune d'Evere De couleurs verte et blanche, le logo représente, de gauche à droite, l'église Saint-Vincent, le vieux moulin, l'arbre du centenaire de l'indépendance et le beffroi de la maison communale. Il est à noter que, dans certains cas, les couleurs peuvent être inversées. - Source : LAFF Bruxelles |

## Politique et administration

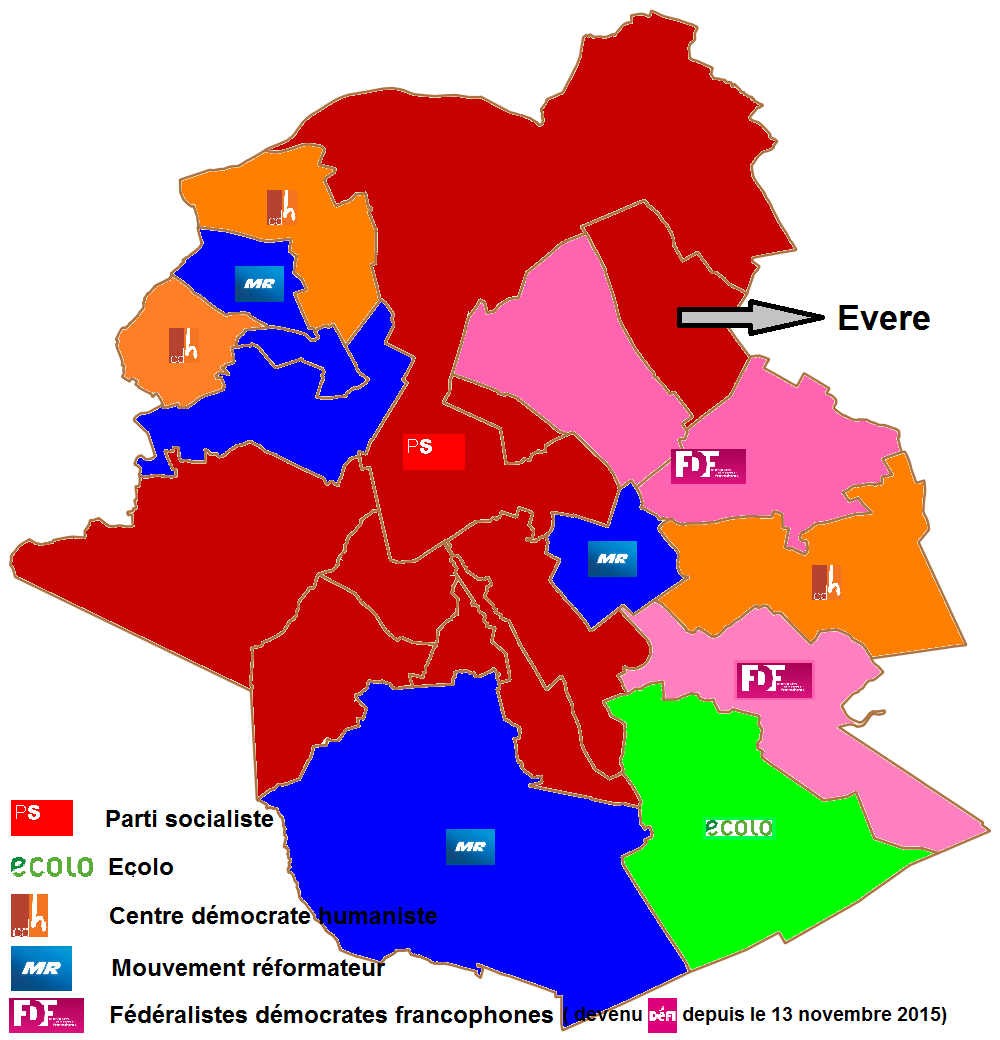
Appartenance politique des bourgmestres de la Région de Bruxelles-Capitale à la suite de l'élection communale de 2012.

### Tendances politiques et résultats
Depuis l’élection communale d'octobre 1947 qui a jeté l'ancienne majorité du Parti social-chrétien dans l'opposition, l'électorat de la commune soutient fortement le Parti socialiste.
Lors de l'élection communale de 2012, la liste LB Rudi Vervoort formée par le Parti socialiste (PS), le Socialistische Partij Anders (sp.a), l'Open Vlaamse Liberalen en Democraten (Open Vld) et un indépendant menée par le bourgmestre sortant Rudi Vervoort obtient 6 624 voix sur 17 104 votes valables dont 2 744 votes préférentiels pour celui-ci. Le tiercé des voies préférentielles est complété par Alain Vander Elst (MR) avec 885 votes et par Guy Vanhengel (Open Vld) avec 805 votes.

### Résultats des élections communales depuis 1976
| Partis                                                     | 10-10-1976 | 10-10-1976 | 10-10-1982 | 10-10-1982 | 9-10-1988 | 9-10-1988 | 9-10-1994 | 9-10-1994 | 8-10-2000 | 8-10-2000 | 8-10-2006 | 8-10-2006 | 14-10-2012 | 14-10-2012 | 14-10-2018 | 14-10-2018 | 13-10-2024 | 13-10-2024 |
| Votes / Sièges                                             | %          | 29         | %          | 31         | %         | 31        | %         | 29        | %         | 31        | %         | 33        | %          | 33         | %          | 33         | %          | 33         |
| ---------------------------------------------------------- | ---------- | ---------- | ---------- | ---------- | --------- | --------- | --------- | --------- | --------- | --------- | --------- | --------- | ---------- | ---------- | ---------- | ---------- | ---------- | ---------- |
| PS-SP/PS-Sp.a+2/LB Rudi Vervoort3/LB                       | 37,89      | 13         | 43,11      | 17         | 54,39     | 19        | 44,12     | 17        | 39,75     | 15        | 39,772    | 15        | 38,733     | 16         | 37,683     | 16         | 45,863     | 19         |
| PSC1/cdH2/ Humanistes Everois3/PSCVP4/ LES ENGAGÉS EVEROIS | -          |            | -          |            | -         |           | 7,11      | 1         | 7,784     | 2         | 14,92     | 5         | 8,992      | 3          | 6,053      | 1          | 10,88      | 3          |
| CVP-SC/Psc-cvp1/CVP2                                       | 19,38      | 6          | 11,79      | 4          | 15,921    | 5         | 4,492     | 0         | -         |           | -         |           | -          |            | -          |            | -          |            |
| ECOLO/Ecolo-Groen2                                         | -          |            | -          |            | -         |           | 6,06      | 1         | 13,39     | 4         | 9,68      | 2         | 13,342     | 4          | 16,852     | 7          | 10,73      | 3          |
| PRL-VLD/Liberaux Evere-VLD2                                | -          |            | -          |            | -         |           | 15,9      | 5         | 19,02     | 6         | 8,182     | 2         | -          |            | -          |            | -          |            |
| PRL1/MR2/M.                                                | 7,981/     | 1          | 10,11      | 3          | 14,581    | 4         | -         |           | -         |           | 17,432    | 6         | 17,392     | 6          | 16,372     | 6          | 22,98      | 9          |
| FDF/Défi                                                   | 22,78      | 7          | 16,46      | 5          | 11,83     | 3         | 13,1      | 4         | 9,15      | 2         | -         |           | 11,42      | 4          | 12,24      | 4          | 5,51       | 1          |
| UDRT-RAD                                                   | -          |            | 3,69       | 0          | -         |           | -         |           | -         |           | -         |           | -          |            | -          |            | -          |            |
| Vlaams Blok1/Vlaams Belang2                                | -          |            | -          |            | -         |           | 6,231     | 1         | 7,731     | 2         | 7,412     | 1         | -          |            | -          |            | -          |            |
| NATION                                                     | -          |            | -          |            | -         |           | -         |           | -         |           | -         |           | 4,47       | 0          | 2,35       | 0          | -          |            |
| VU1/N-VA2                                                  | -          |            | -          |            | 3,291     | 0         | -         |           | -         |           | -         |           | -          |            | 4,80       | 1          | -          |            |
| PP                                                         | -          |            | -          |            | -         |           | -         |           | -         |           | -         |           | 3,66       | 0          | -          |            | -          |            |
| VLAAMS / INTÉRÊT FLAMAND                                   | 9,03       | 2          | 5,5        | 1          | -         |           | -         |           | -         |           | -         |           | -          |            | -          |            | 4,05       | 0          |
| PCB-KPB                                                    | 2,43       | 0          | 1,63       | 0          | -         |           | -         |           | -         |           | -         |           | -          |            | -          |            | -          |            |
| LIBERT                                                     | -          |            | 6,95       | 1          | -         |           | -         |           | -         |           | -         |           | -          |            | -          |            | -          |            |
| LIENS                                                      | -          |            | -          |            | -         |           | -         |           | -         |           | -         |           | 3,2        | 0          | -          |            | -          |            |
| Autres(*)                                                  | 0,51       | 0          | 0,77       | 0          | -         |           | 3,01      | 0         | -         |           | 2,63      |           | 2,46       |            | -          |            | -          |            |
| Total des votes                                            | 20296      | 20296      | 20269      | 20269      | 19274     | 19274     | 17837     | 17837     | 17356     | 17356     | 18.897    | 18.897    | 18554      | 18554      | 19794      | 19794      | 17662      | 17662      |
| Participation %                                            |            |            |            |            | 88,95     | 88,95     | 87,77     | 87,77     | 82,94     | 82,94     | 86,38     | 86,38     | 83,17      | 83,17      | 83,72      | 83,72      | 79,06      | 79,06      |
| Votes blancs ou nuls %                                     | 3,22       | 3,22       | 5,24       | 5,24       | 4,81      | 4,81      | 4,66      | 4,66      | 5,01      | 5,01      | 5,65      | 5,65      | 7,82       | 7,82       | 8,67       | 8,67       | 8,24       | 8,24       |

 (*)1976: PTB-PVA 1982: OMAN, PTB-PVA 1994: PLUS, PTB-PVA, UNIE 2006: FDB, TREFLE 2012: Pirates

### Législature actuelle (2024 - 2030)
| Collège communal  |                    |                           |
| ----------------- | ------------------ | ------------------------- |
| Bourgmestre       | Alessandro Zappala | PS - Liste du Bourgmestre |
| 1er Échevin       | David Cordonnier   | PS - Liste du Bourgmestre |
| 2e Échevine       | Véronique Levieux  | PS - Liste du Bourgmestre |
| 3e Échevine       | Habibe Duraki      | PS - Liste du Bourgmestre |
| 4e Échevin        | Philippe Michotte  | MR                        |
| 5e Échevin        | Ali Ince           | PS - Liste du Bourgmestre |
| 6e Échevin        | Jean-Luc Muléo     | PS - Liste du Bourgmestre |
| 7e Échevin        | Ingrid Halvoet     | PS - Liste du Bourgmestre |
| Président du CPAS | Sébastien Lepoivre | PS - Liste du Bourgmestre |

### Liste des bourgmestres
Huit bourgmestres se sont succédé depuis le début du XXe siècle :
| Période | Période  | Identité              | Étiquette                 | Qualité  |
| ------- | -------- | --------------------- | ------------------------- | -------- |
| 1895    | 1910     | Pierre Van Obberghen  |                           | cafetier |
| 1910    | 1912     | Édouard Dekoster      |                           |          |
| 1912    | 1946     | Willem Van Leeuw      | Parti catholique puis PSC |          |
| 1947    | 1948     | Servaes Hoedemaekers  | PSB                       |          |
| 1948    | 1963     | Franz Guillaume       | PSB                       |          |
| 1964    | 1970     | Pierre Louis Vrijdags | PSB                       |          |
| 1970    | 1998     | François Guillaume    | PS                        |          |
| 1998    | 2024     | Rudi Vervoort         | PS                        | juriste  |
| 2024    | En cours | Alessandro Zappala    | PS                        | -        |

### Politique budgétaire 2012

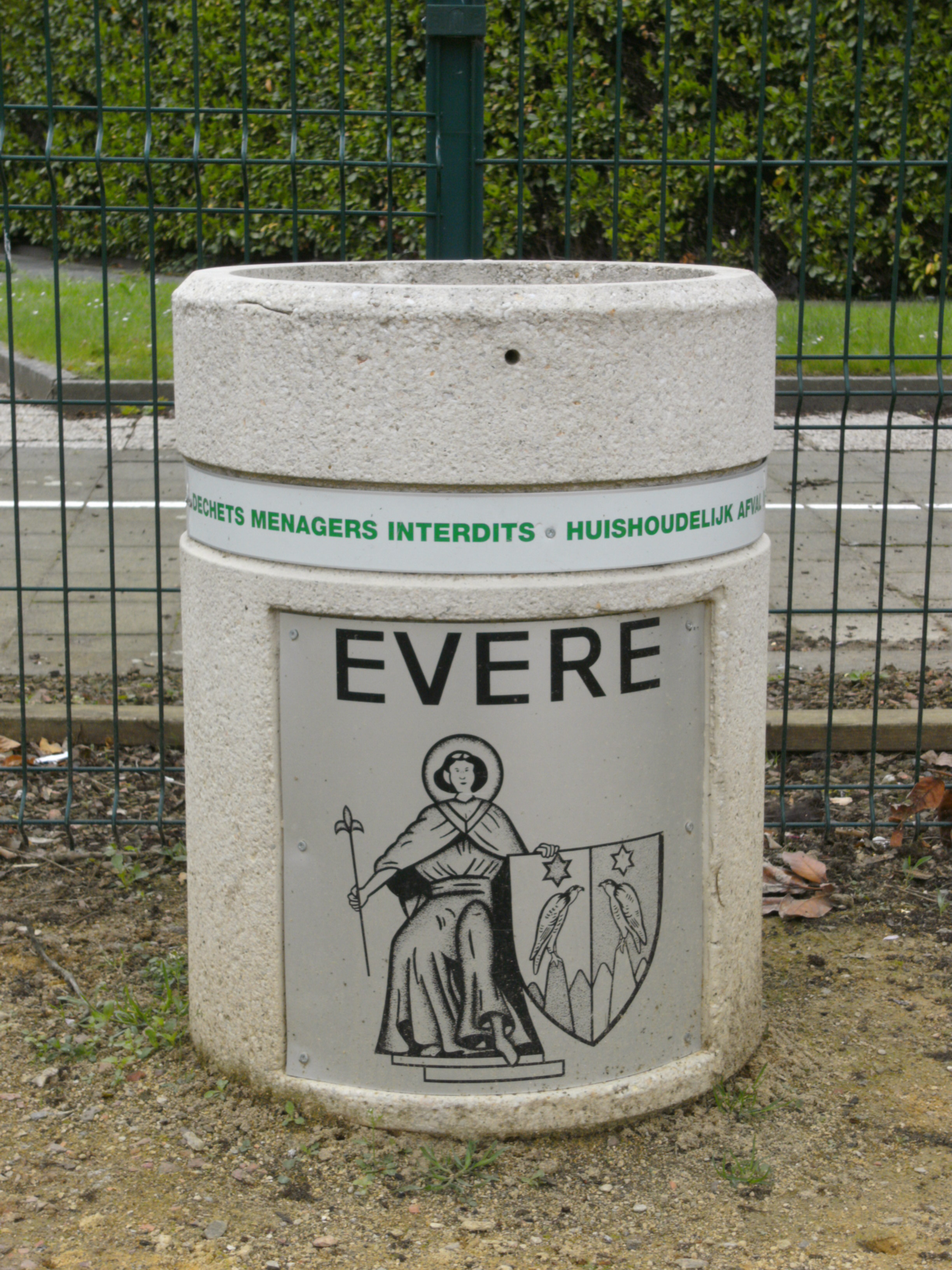
Corbeille publique avec le blason communal.

Le résultat d'exploitation se clôture avec un déficit budgétaire de 3 330 000 EUR soit 57,84 EUR par habitant tandis que la moyenne de la Région est à un déficit de 8,93 EUR par habitant. Cependant, les résultats cumulés laissent à la commune un excédent de 30 000 EUR.

Le poste le plus important dans les dépenses est constitué par le salaire du personnel avec un montant de 24 480 000 EUR.
Le solde d'exploitation du centre public d'action sociale (CPAS) se clôture sur un solde positif de 150 000 EUR. La redistribution à la population atteint 11 530 000 EUR soit une moyenne de 307 EUR par habitant alors que la moyenne pour la Région est de 442 EUR.

### Politique environnementale

#### Région de Bruxelles-Capitale

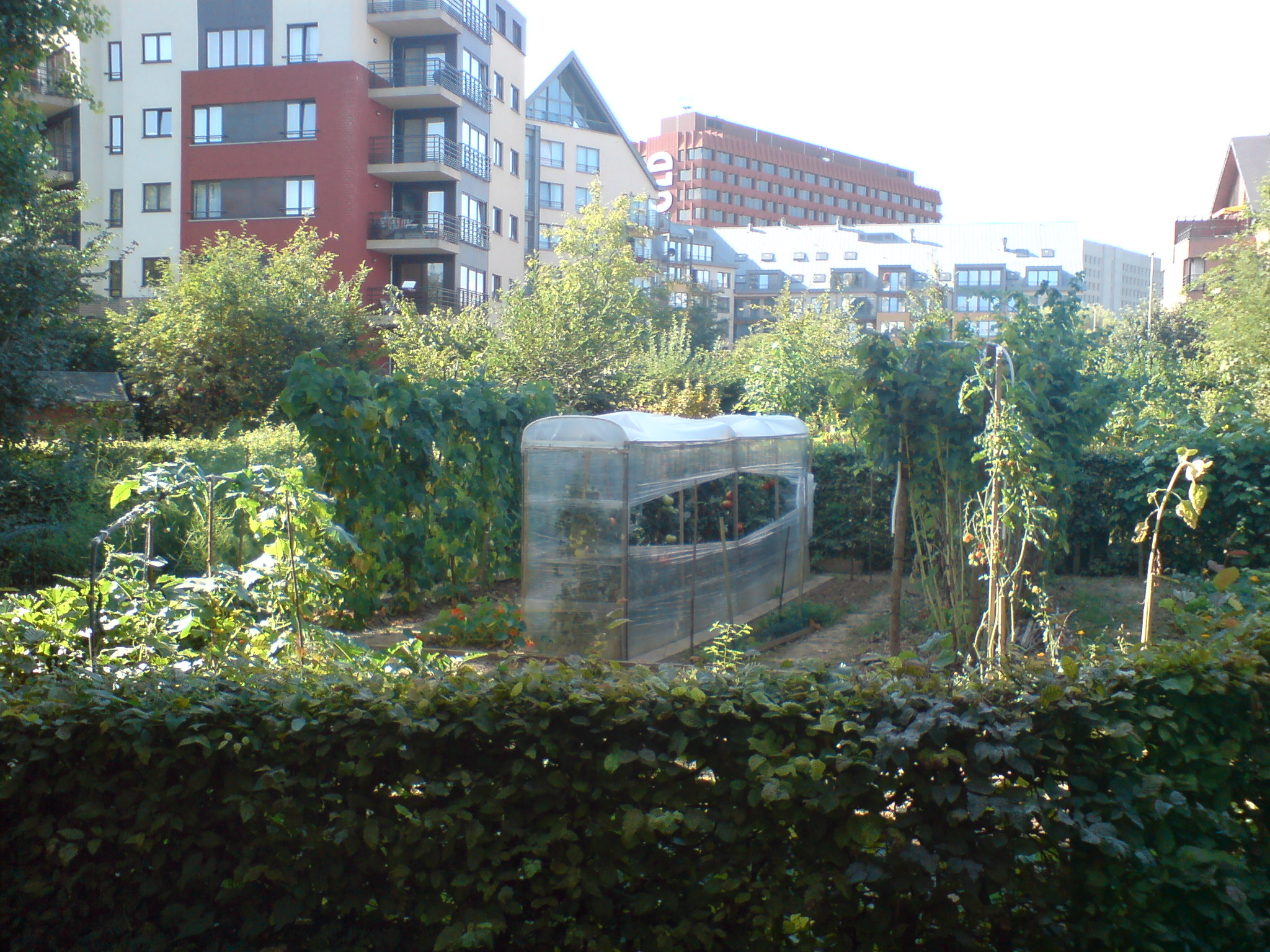
Jardins écologiques dans le quartier Péloponnèse-Frioul.

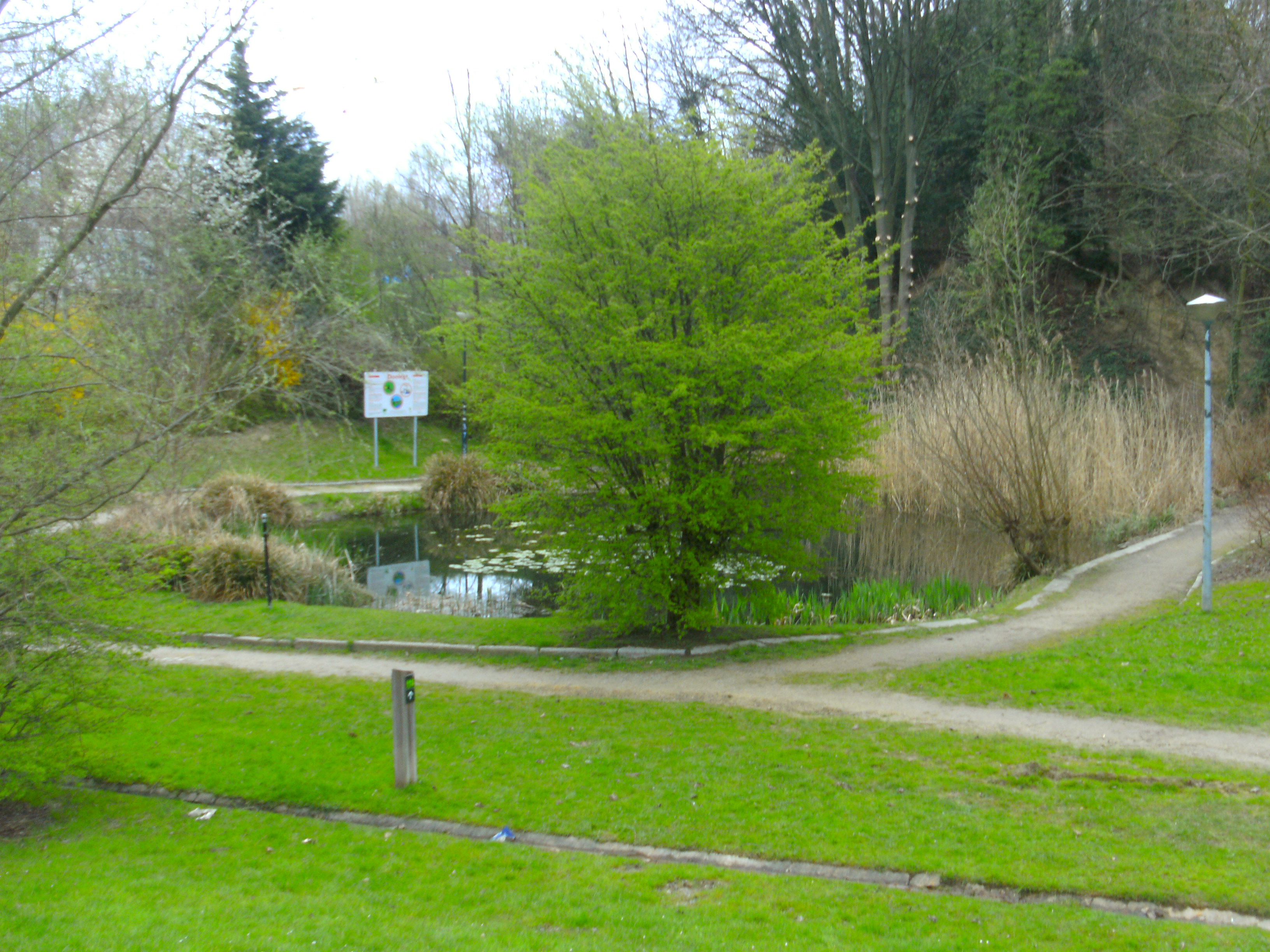
Parc éducatif du Doolegt.

La politique environnementale d'Evere est menée par le gouvernement de la Région de Bruxelles-Capitale, compétent pour les dix-neuf communes de l'agglomération en matière de gestion des déchets, d’assainissement, de qualité de l’air, et de protection du milieu naturel par le biais de l'institut bruxellois pour la gestion de l’environnement (IBGE).
La gestion des déchets ménagers, également une compétence de la Région, est confiée à l'Agence Bruxelles propreté (ABP). Celle-ci organise les différents ramassages hebdomadaires du « non trié » et des catégories triées en vue d'un recyclage. Pour les encombrants, chaque Everois peut accéder gratuitement soit à l'un des deux parc à conteneurs de l'ABP soit au parc communal. La commune est également pourvue d'une cinquantaine de conteneurs destinés à la collecte des flacons en verre et d'un point de récolte pour les huiles usagées et les déchets chimiques.

#### Commune d'Evere
La propreté de l'espace public est gérée par la commune qui a installé plus de 500 corbeilles. Elle veille à la propreté des voiries communales et, plusieurs fois par an, procède au nettoiement approfondi de celles-ci ainsi que des avaloirs et des espaces verts ; l'ABP étant responsable des voiries régionales. Malheureusement, le nombre relativement important d'espaces cachés à la vue directe des habitants favorise les dépôts clandestins de déchets. Le nombre de ceux-ci sont passés de 1 993 en 2011 à 3 277 en 2012 et à 1 900 pour le premier semestre de 2013. Selon le Service propreté de la commune, entre 200 et 250 m3 sont ramassés hebdomadairement.
Le collège des bourgmestre et échevins favorise l'implantation de jardins écologiques communautaires munis d'un centre de compostage utilisables par les habitants ne possédant pas de jardin privé. Sept de ces zones existent et l'une de celles-ci possède également des ruches. Les jardiniers peuvent y recevoir des conseils soit par l'ASBL Commission de l'Environnement de Bruxelles et Environs (CEBE) soit par le service de plantation communal. Ces deux organismes sont également chargés du contrôle du respect du cahier des charges de culture biologique imposé.
En 1993, la commune crée, au lieu-dit « Doolegt » un parc de près de 2 hectares avec une mare artificielle d’environ 200 m2. Ceux-ci, d'accès libre, permettent aux enfants de l'enseignement primaire communal de se sensibiliser à la protection de la nature.
Depuis le 21 octobre 2012, Evere est la cinquième commune belge, et la seule de la Région de Bruxelles-Capitale, à recevoir le certificat Cittaslow qui labellise, à travers le monde, des entités administratives de moins de 50 000 habitants privilégiant le nouvel urbanisme et ayant un programme destiné à ralentir le rythme de vie de leurs citoyens. 176 communes dans 27 pays différents possèdent ce label en avril 2013

### Politique préventive
Pour maintenir la sécurité et la tranquillité publique, Evere s'est dotée d'outils de prévention.
Depuis juin 2008, des gardiens de la paix communale,, reconnaissables à leur gilet de couleur mauve barré de deux lignes horizontales fluorescentes de valeur blanche, sillonnent les rues afin de sensibiliser le public à la sécurité et à la prévention de la criminalité. Ils assurent également la sécurité de la traversée de personnes handicapées ou âgées et d'enfants, notamment des écoliers aux abords des écoles. Une autre mission est de relever toutes les infractions au règlement général de police et de fixer les amendes administratives.
Trois maisons de quartier favorisent la rencontre entre les habitants, leur information et assurent une permanence sociale. Elles relaient également les projets de quartier vers le conseil communal. Depuis 2007, les maisons de quartier sont aussi des centres de médiation scolaire et accueillent les écoles de devoir de l'enseignement francophone.
L'ASBL Egregoros, un projet unique en Belgique, s’efforce, depuis 2003, de prévenir toute escalade de violences à Evere, au biais d'un dispositif de médiations spécialisé.  Ce projet s'adresse à qui manifeste une volonté de retrouver la paix dans son entourage par le dialogue. A cette fin, il offre des espaces neutres de dialogue et de rencontre au public intéressé lorsque les conditions s'y prêtent,  par les interventions des médiateurs - aux heures permanences de jour et de nuit, en ce compris week-end et jours fériés. Par ailleurs, en partenariat avec les pouvoirs locaux, il veille à contrer l'émergence de  phénomènes liés au sentiment d'insécurité dans les quartiers, les espaces publics et les domaines ouverts.
Le Service d'encadrement de mesures judiciaires alternatives (SEMJA) qui donne l’opportunité à un juge d'une juridiction civile du premier degré de condamner le justiciable à une peine alternative afin d’éviter la prison ou l’amende.
Un questionnaire à choix multiples est envoyé systématiquement par voie postale aux habitants d'un quartier, ou simplement d'une rue, lorsqu'un projet communal important les concerne. Le résultat de la consultation populaire et la décision du conseil communal est ensuite porté à la connaissance des habitants par la même voie.

### Internet
Depuis le deuxième semestre 2013, l'accès à internet via le réseau Wi-Fi est gratuit au sein de la maison communale.

### Jumelage
| Depuis le 25 avril 2002, Evere a conclu un accord de coopération décentralisée avec Lokossa (Bénin). Cet accord concerne l'appui institutionnel ainsi que les échanges scolaires et culturels. Ce partenariat s'est terminé depuis pour laisser la place à un autre accord de coopération décentralisé avec la commune rurale de Oued Essafa (en), dans la Région de Chtouka Aït Baha (près d'Agadir, Maroc). Ce partenariat consiste principalement en la mise en place d'un service d'action sociale au sein de la municipalité marocaine et en la formation du personnel communal. | \| Lokossa \| |
| Lokossa |               |

## Population et société
Dans une enquête réalisée, en mai 2008, par l'hebdomadaire Le Vif/L'Express et intitulée « Où vit on le mieux en Belgique ? », la commune est classée 226e sur 589.

### Démographie
Longtemps restée une commune essentiellement rurale, Evere ne comptait en 1900 que 3 892 habitants, dont 1 125 agriculteurs et 391 artisans. Si le total d'artisans occupés dans les briqueteries et chez les tailleurs de pierre installés aux alentours du quartier du Terneyveld et du cimetière de Bruxelles est bien plus important, bon nombre d'entre eux habitent les communes avoisinantes ou Bruxelles.

Il en va de même entre 1919 et 1940, nombre de travailleurs des sociétés industrielles, liées à l'industrie aéronautique, qui se sont établies autour de l'aérodrome de Haren-Evere proviennent de l'extérieur de la commune.
Il faut attendre la fin de la Seconde Guerre mondiale et l'explosion de la démographie qui s'ensuit provoquant la pénurie des logements et la raréfaction des terrains à bâtir libres dans la région bruxelloise pour que la population de la commune explose pour atteindre un pic de 30 574 habitants en 1985 avant de régresser jusqu'en 1990 puis de stagner jusqu'en 1995 avant de repartir, sans cesse, à la hausse.
Au 1er janvier 2010, parmi les communes de la Région de Bruxelles-Capitale, elle est la 12e par sa population et par sa densité tandis qu'elle et la 8e en termes d'espace vital par habitant. Parmi les 589 communes belges, elle se situe à la 52e place par sa population et à la 12e par sa densité. Evere compte alors 35 803 habitants, dont 46,86 % d'hommes et 53,14 % de femmes, et constitue 3,26 % de la population de la Région de Bruxelles-Capitale.
| 1435 | 1786 | 1800 | 1806 | 1816 | 1830 | 1846  | 1856  | 1866  | 1876  | 1880  |
| ---- | ---- | ---- | ---- | ---- | ---- | ----- | ----- | ----- | ----- | ----- |
| 73*  | 341  | 797  | 834  | 755  | 977  | 1 377 | 1 457 | 1 537 | 1 975 | 2 206 |

| 1890  | 1900  | 1910  | 1920  | 1930   | 1947   | 1961   | 1970   | 1977   | 1980   | 1985   |
| ----- | ----- | ----- | ----- | ------ | ------ | ------ | ------ | ------ | ------ | ------ |
| 2 786 | 3 892 | 6 031 | 7 192 | 10 016 | 15 277 | 22 460 | 26 957 | 29 619 | 29 772 | 30 574 |

| 1986   | 1987   | 1990   | 1995   | 1998   | 2000     | 2001   | 2002   | 2003   | 2004   | 2005   |
| ------ | ------ | ------ | ------ | ------ | -------- | ------ | ------ | ------ | ------ | ------ |
| 30 303 | 30 255 | 29 650 | 29 819 | 30 379 | 31 348** | 31 610 | 33 089 | 32 703 | 32 718 | 33 069 |

| 2006   | 2007   | 2008   | 2009   | 2010   | 2011   | 2012   | 2013   | 2014   | 2015   | 2016   |
| ------ | ------ | ------ | ------ | ------ | ------ | ------ | ------ | ------ | ------ | ------ |
| 33 462 | 34 128 | 34 706 | 35 372 | 35 803 | 36 492 | 37 009 | 37 364 | 37 957 | 38 448 | 39 556 |

| 2017   | 2018   | 2019   | 2020   | 2021   | 2022   | 2023   | 2024   | - | - | - |
| ------ | ------ | ------ | ------ | ------ | ------ | ------ | ------ | - | - | - |
| 40 394 | 41 131 | 41 763 | 42 656 | 43 061 | 43 608 | 44 255 | 45 234 | - | - | - |

* Pour 1435, il s'agit du nombre d'habitations et non du nombre d'habitants.
** À partir de 2000, radiation des demandeurs d'asile lors du calcul de la population totale.

### Évolution démographique
- Source : DGS - Remarque: 1806 jusqu'à 1970=recensement; depuis 1971=nombre d'habitants chaque 1er janvier[2]

La population d’Evere est globalement plus âgée que celle de l’ensemble de la Région de Bruxelles-Capitale mais la proportion de jeunes y augmente un peu plus rapidement et on observe une proportion de personnes très âgées (plus de 80 ans) un peu moins élevée et une plus grande proportion de 5-19 ans. Au 1er janvier 2012, l'âge moyen est de 39,17 dans la commune et de 37,62 pour la Région. Depuis 2000, cet âge moyen n'a cessé de baisser, aussi bien dans la commune que dans la Région ; il était alors respectivement de 40,42 et de  39,05.
Jusqu'en 2010, une augmentation de la population dans toutes les catégories d’âges, à l’exception des personnes âgées entre 60 et 75 ans était observée. Comme dans toute l’agglomération bruxelloise, une partie de cette tranche d'âge migrait soit vers les communes de la province du Brabant wallon, soit vers les communes de Kraainem, Rhode-Saint-Genèse ou Wezembeek-Oppem situées en province du Brabant flamand, soit vers leur région d'origine (en Belgique ou à l'étranger). Depuis, la tendance, concernant les 65 à 75 ans, s'est inversée ; de plus en plus d'Everois appartenant à cette tranche d’âge l'étant également de naissance.
| Hommes | Classe d’âge | Femmes |
| ------ | ------------ | ------ |
| 3      | 95 à plus    | 26     |
| 830    | 75 à 94      | 1 712  |
| 2 014  | 60 à 74      | 2 808  |
| 2 505  | 45 à 59      | 2 981  |
| 3 242  | 30 à 44      | 3 579  |
| 2 648  | 15 à 29      | 1 753  |
| 1 883  | 5 à 14       | 1 740  |
| 889    | < 5          | 866    |

| Hommes | Classe d’âge | Femmes |
| ------ | ------------ | ------ |
| 11     | 95 à plus    | 56     |
| 1 099  | 75 à 94      | 2 119  |
| 1 920  | 60 à 74      | 2 574  |
| 3 058  | 45 à 59      | 3 461  |
| 3 896  | 30 à 44      | 3 898  |
| 3 272  | 15 à 29      | 3 447  |
| 2 235  | 5 à 14       | 2 187  |
| 1 286  | < 5          | 1 244  |

| Hommes | Classe d’âge | Femmes |
| ------ | ------------ | ------ |
| 10     | 95 à plus    | 47     |
| 1 101  | 75 à 94      | 2 099  |
| 1 971  | 60 à 74      | 2 655  |
| 3 226  | 45 à 59      | 3 627  |
| 3 966  | 30 à 44      | 4 040  |
| 3 372  | 15 à 29      | 3 558  |
| 2 340  | 5 à 14       | 2 247  |
| 1 388  | < 5          | 1 362  |

|                                                          | natalité 2010 en ‰                                       | mortalité 2010 en ‰                                      | espérance de vie 2002                                    | espérance de vie 2002                                    | espérance de vie 2007                                    | espérance de vie 2007                                    | espérance de vie 2010                                    | espérance de vie 2010                                    |
| femmes                                                   | natalité 2010 en ‰                                       | mortalité 2010 en ‰                                      | hommes                                                   | femmes                                                   | hommes                                                   | femmes                                                   | hommes                                                   |                                                          |
| -------------------------------------------------------- | -------------------------------------------------------- | -------------------------------------------------------- | -------------------------------------------------------- | -------------------------------------------------------- | -------------------------------------------------------- | -------------------------------------------------------- | -------------------------------------------------------- | -------------------------------------------------------- |
| Evere                                                    | 15,81                                                    | 9,89                                                     | 81,6                                                     | 75,8                                                     | 81,4                                                     | 76,1                                                     | n.c.                                                     | n.c.                                                     |
| Région                                                   | 16,62                                                    | 8,42                                                     | 81,1                                                     | 74,8                                                     | 81,7                                                     | 76,5                                                     | 82,73                                                    | 76,92                                                    |
| Source : Institut bruxellois de statistique et d'analyse | Source : Institut bruxellois de statistique et d'analyse | Source : Institut bruxellois de statistique et d'analyse | Source : Institut bruxellois de statistique et d'analyse | Source : Institut bruxellois de statistique et d'analyse | Source : Institut bruxellois de statistique et d'analyse | Source : Institut bruxellois de statistique et d'analyse | Source : Institut bruxellois de statistique et d'analyse | Source : Institut bruxellois de statistique et d'analyse |

Au 1er janvier 2010, 79,73 % de la population a la nationalité belge (pour 69,99 % pour la Région de Bruxelles-Capitale). La part des étrangers issus d'Afrique subsaharienne est plus élevée que la moyenne de la Région tandis que la part des étrangers issus du Maghreb est inférieure à cette même moyenne. Durant l'année 2010, un seul Belge a opté pour une nationalité étrangère tandis que 233 étrangers ont opté pour la nationalité belge.
Au 1er janvier 2010, le pourcentage d'étrangers habitant Evere est de 20,27 % de la population totale alors qu'il est de 30,01 % pour l’entièreté de la Région.

Le tiercé des nationalités étrangères les plus représentées à Evere est de 781 Italiens, 715 Marocains et 702 Français.
|                                                          | Union Européenne | Europe hors Union | Afrique | Asie   | États-Unis et Canada | Autres Américains | Océanie | Réfugiés et Apatrides | Total   |
| -------------------------------------------------------- | ---------------- | ----------------- | ------- | ------ | -------------------- | ----------------- | ------- | --------------------- | ------- |
| Evere                                                    | 4 112            | 481               | 1 403   | 913    | 86                   | 147               | 3       | 112                   | 7 257   |
| Région                                                   | 207 036          | 9 367             | 64 971  | 28 822 | 4 261                | 7 373             | 346     | 4 894                 | 327 070 |
| Source : Institut bruxellois de statistique et d'analyse |                  |                   |         |        |                      |                   |         |                       |         |

À cela s'ajoutent, 173 personnes inscrites sur le registre d'attente au 1er janvier 2010 et 180 au 1er janvier 2011 dont 34 Congolais, 71 issues d'un des états de l'ex-Yougoslavie et 1 issue d'une des républiques de l'ex-URSS.

### Population étrangère
| Nationalité                                           | Population |
| Inde                                                  | 2 356      |
| Roumanie                                              | 1 404      |
| Italie                                                | 950        |
| France                                                | 941        |
| Maroc                                                 | 908        |
| Espagne                                               | 717        |
| Pologne                                               | 692        |
| Bulgarie                                              | 629        |
| Portugal                                              | 511        |
| Turquie                                               | 479        |
| Source : IBSA Brussels, chiffres au 1er janvier 2024. |            |

### Enseignement
La commune gère quatre écoles de l'enseignement fondamental, dont trois francophones et une néerlandophone. Trois écoles libres sont organisées par la Fédération Wallonie-Bruxelles et quatre par la Communauté flamande.

Depuis 2007, une cellule de prévention composée de deux médiatrices scolaires (une francophone et une néerlandophone) et d'une psychologue aide les enfants de l'enseignement fondamental en décrochage scolaire en organisant des cours de rattrapage dans l'une des cinq écoles de devoir (trois pour l'enseignement francophone et deux pour l'enseignement néerlandophone).
Dans l'enseignement secondaire, il n'existe sur le territoire communal qu'un seul établissement qui est l'Athénée royal d'Evere organisé par la Fédération Wallonie-Bruxelles. Cependant, le Koninklijk Atheneum Schaarbeek organisé par la Communauté flamande possède un site satellite dans la commune.
Il n'existe dans la commune aucun site ou campus satellite universitaire ni aucune école supérieure non universitaire.
Lors de l'année scolaire 2010/2011, les établissements de l'enseignement primaire accueillaient 2 469 écoliers dont 1 831 inscrits dans l'enseignement francophone et 638 dans l'enseignement néerlandophone tandis que ceux de l'enseignement secondaire accueillaient 951 étudiants dont 837 inscrits dans l'enseignement francophone et 114 dans l'enseignement néerlandophone.
| crèche                                                   | crèche | maternel | maternel | primaire | primaire | secondaire | secondaire |
| nombre                                                   | places | nombre   | places   | nombre   | places   | nombre     | places     |
| -------------------------------------------------------- | ------ | -------- | -------- | -------- | -------- | ---------- | ---------- |
| 25                                                       | 685    | 11       | 1 631    | 11       | 2 469    | 2          | 951        |
| Source : Institut bruxellois de statistique et d'analyse |        |          |          |          |          |            |            |

| crèche | maternel | primaire | secondaire | taux de natalité d'Evere en 2010 |
| --- | -------- | -------- | ---------- | -------------------------------- |
| 0,49 | 0,96     | 0,88     | 0,34       | 15,81 ‰                          |
| Source : Institut bruxellois de statistique et d'analyse * Le pourcentage réel disponible aux Everois est inférieur car certaines places sont occupées par des non Everois. |          |          |            |                                  |

Evere possède une académie de musique subventionnée par la Fédération Wallonie-Bruxelles où sont dispensés, aussi bien aux adultes qu'aux enfants, des cours de musique, de danse classique et de l'art de la parole.
C'est également à Evere que l'école régionale et intercommunale de police (ERIP) des dix-neuf communes de la Région est installée depuis 1994. Les formations y sont données en français et en néerlandais.

### Culture et festivités
Si Evere n'organise pas d'évènement très médiatisé, même à l'échelle régionale, elle n'est cependant pas en reste vis-à-vis de la culture ou de la vie sociale. Depuis 2002, prennent place, à la mi-juin, les festivités « Evere en fête » qui donnent lieu à des divertissements gratuits : une braderie, des animations de rue, des démonstrations sportives, un concert, un feu d'artifice, un bal populaire.
Chaque année, la commune participe aussi à la semaine européenne de la mobilité et au dimanche sans voiture (le 21 septembre en 2014) ce qui donne lieu à des festivités aux quatre coins de la commune.
Deux centres culturels se partagent l'attention de la population. L'un, subventionné par la Fédération Wallonie-Bruxelles se nomme L’Entrela’,. L'autre est l'un des 22 centres culturels, en Région bruxelloise, subventionnés par la Communauté flamande et dénommé Everna.
L'académie de musique bénéficie d'une salle de spectacle et d'exposition, appelée Espace Toots, accessible aussi bien aux organisateurs francophones que néerlandophones.
Evere compte aussi, outre une ludothèque, une bibliothèque en langue française (bibliothèque Romain Rolland) et une autre en langue néerlandaise (bibliothèque Herman Teirlinck). Ces trois espaces sont inclus dans l'enceinte de la maison communale.
Evere organise des excursions pédagogiques et des activités extrascolaires. Elle met également à disposition des associations culturelles ou des personnes privées deux lieux entièrement équipés pour des réceptions : la fermette 't Hoeveke et le Chalet rose.

### Santé
Aucun établissement hospitalier n'est implanté à Evere. Les plus proches sont ceux du site Paul Brien du Centre hospitalier universitaire Brugmann à un kilomètre du centre de la commune ainsi que ceux des Cliniques universitaires Saint-Luc et de la Clinique de l'Europe toutes deux à environ 2,5 kilomètres du sud de la commune. Cependant, Evere possède un centre médical interdisciplinaire et un centre de planning familial.
En médecine générale, la commune, comme neuf autres de l'agglomération bruxelloise, est en pénurie. 45 médecins généralistes ont leur cabinet professionnel sur le territoire communal, ce qui représente, en 2012, un médecin pour 826 habitants.
Le système médical est complété par dix pharmacies, ce qui représente une officine par 0,502 km2 de territoire, et par sept maisons de retraite dont une est gérée par le centre public d'action sociale (CPAS) de la commune.
Enfin la Villa Indigo, inaugurée en octobre 2010, est, en Belgique, le seul lieu d'accueil temporaire pour enfants gravement malades dont les parents ont besoin de faire une pause,. Sa capacité d'accueil simultané est de dix enfants entre 0 et 18 ans et de 2 familles de parents.

### Sports
Trois complexes sportifs, accueillant plus de 80 clubs sportifs, sont implantés à Evere :
Le plus important est le complexe sportif François Guillaume qui s'étend sur 9,75 hectares. Outre la piscine communale couverte Les Tritons dont la température de l'eau avoisine les 30 °C et équipée de sauna, bain vapeur, jacuzzi, lieu de bronzage et bancs solaires, le complexe comprend deux terrains de football, dix terrains de tennis (dont deux couverts) et un terrain de hockey sur gazon où évolue le Royal Evere White Star Hockey Club fondé en 1921.
Le complexe sportif du Bon Pasteur qui occupe une surface de 2,45 hectares comporte deux terrains de football aux dimensions officielles et deux terrains d'entrainement.
Le stade communal Georges Pètre qui, bien qu'appartenant à la commune de Saint-Josse-ten-Noode, est situé pour 4,2 hectares sur le territoire d'Evere et pour 1,2 hectare sur celui de Woluwe-Saint-Lambert.
Le handball est un sport important dans la commune. Son premier grand représentant fut sans nul doute, le Sporta Evere qui évolua en Division 1. Mais en 1994, le Sporta fussiona avec le Sporting Kraainem 1972 pour former l'Association Sporta Evere Kraainem 1972 (A.E.S.K. 72). Le nouveau club investit dans le handball féminin et fusionna à son tour en 2004 avec le Fémina Ottignies HC pour former le Fémina Association Sporta Kraainem Ottignies (Fémina A.S.K.O.) mais se délocalisa à Ottignies. Avec la fin du handball masculin à Evere, un nouveau matricule fut fondé en 1999, le HC Evere mais en 2008, il fusionna avec le Fémina Association Sporta Kraainem Ottignies pour former le Brussels Handball Club, grand club de handball féminin bruxellois et basé à Evere.

### Cultes
Evere a, sur son territoire, des lieux de culte catholiques, orthodoxes, protestants et musulmans.

#### Cultes chrétiens
L'Église catholique romaine compte trois paroisses dans la commune qu'elle organise ainsi depuis 1961 :
- Archidiocèse de Malines-Bruxelles
  - Vicariat de Bruxelles
    - Doyenné de Bruxelles Nord-Est
      - Unité pastorale du Kerkebeek
        - Paroisse Notre-Dame Immaculée (Evere centre)
        - Paroisse Saint-Vincent (Evere nord)

      - Unité pastorale Meiser
        - Paroisse Saint-Joseph (Evere sud)

L'office y est célébré chaque samedi et dimanche en français ou en néerlandais à une heure différente. L'archidiocèse subsidie aussi cinq des sept écoles libres de l'enseignement primaire de l'entité.
Le protestantisme est présent avec cinq temples dont un de l’Église évangélique arabe.
Le vicariat patriarcal pour la Belgique et la France de l'Église syriaque orthodoxe est établi, depuis 2006, à Evere.

#### Culte musulman
La religion musulmane possède une mosquée, la mosquée Ettaouba, mais pas de centre culturel.

### Médias
Le groupe Vlan, qui fait partie du groupe Rossel, est installé à Evere depuis 1970. Si les journaux du groupe n'y sont plus imprimés, les bureaux s'y trouvent toujours. Le groupe emploie 500 salariés disséminés, au niveau national, dans plusieurs grandes villes. Chaque semaine, près de trois millions d’exemplaires de journaux gratuits sont glissés dans les boîtes aux lettres du pays.
Deux médias de la radiodiffusion ont installé, depuis 2009, leur siège social et leurs studios chaussée de Louvain. Il s'agit de NRJ Belgique et de Nostalgie Belgique.

## Économie

### Revenus de la population et fiscalité
Pour l'exercice fiscal 2011 (revenus 2010), le nombre de déclarations fiscales s'élève à 23 205 mais seules 19 440 d'entre elles donnent une valeur non nulle pour l’État. Le revenu total net imposable moyen par déclaration s'élève à 13 022 € alors que la moyenne de la Région de Bruxelles-Capitale s'élève à 12 130 €. Quant au revenu fiscal médian par ménage, il est de 18 580 € pour Evere et de 17 230 € en moyenne pour la Région. L’impôt total récolté à Evere est de 103 008 000 €.
L'indice de richesse national y est de 81,91 % alors que celui de la Région est de 80,73 %.
|                                                                                          | État    | Additionnel d'agglomération (1 %) | Additionnel communal (6 %)* | Total    | Indice de richesse (en %) |
| ---------------------------------------------------------------------------------------- | ------- | --------------------------------- | --------------------------- | -------- | ------------------------- |
| Evere                                                                                    | 96,4    | 0,96                              | 5,73                        | 103,08   | 81,91                     |
| Région                                                                                   | 3 050,6 | 30,55                             | 199,96                      | 3 280,11 | 80,73                     |
| * L'additionnel communal varie entre 6 et 7,5 % selon la commune. À Evere, il est de 6 % |         |                                   |                             |          |                           |
| Source : Institut bruxellois de statistique et d'analyse                                 |         |                                   |                             |          |                           |

En 2012, 1 354 personnes ont bénéficié individuellement d'un revenu d'intégration accordé par le CPAS.

### Emploi
Au 1er janvier 2012, Evere recense 1 971 entreprises dont la taille, en termes d'emploi, va de 1 446 entreprises sans personnel salarié à 16 grandes entreprises (13 dans le secteur privé et 3 dans le secteur public) avec plus de 199 personnes salariées. Avec 525 personnes dans son administration centrale et dans l'enseignement communal ainsi que 201 personnes dans son CPAS, la commune est le 10e employeur.
Parmi les personnes travaillant sur le territoire communal, 21 970 personnes ont un statut de salarié et 2 144 ont un statut d'indépendant.
|                                                          |              | Primaire | Primaire | Secondaire | Secondaire | Tertiaire | Tertiaire | Total   | Total  |
| Nombre                                                   | %            | Nombre   | %        | Nombre     | %          | Nombre    | %         |         |        |
| -------------------------------------------------------- | ------------ | -------- | -------- | ---------- | ---------- | --------- | --------- | ------- | ------ |
| Evere                                                    | Indépendants | 23       | 0,10     | 546        | 2,24       | 1 545     | 6,33      | 2 144   | 8,67   |
| Evere                                                    | Salariés     | 0        | 0,00     | 1 521      | 6,24       | 20 751    | 85,09     | 21 970  | 91,33  |
| Evere                                                    | Total        | 23       | 0,10     | 2 067      | 8,48       | 22 296    | 91,42     | 24 386  | 100,00 |
| Région                                                   | Indépendants | 608      | 0,08     | 22 392     | 3,12       | 66 466    | 9,25      | 89 466  | 12,45  |
| Région                                                   | Salariés     | 108      | 0,01     | 46 121     | 6,42       | 582 499   | 81,12     | 628 728 | 87,55  |
| Région                                                   | Total        | 716      | 0,09     | 68 513     | 9,54       | 648 965   | 90,37     | 718 194 | 100,00 |
| Source : Institut bruxellois de statistique et d'analyse |              |          |          |            |            |           |           |         |        |

En 2012, le nombre moyen annuel de demandeurs d'emploi est de 1 460 hommes et 1 655 femmes. Le taux de chômage de 18,75 % (16,9 % chez les hommes et 20,6 % chez les femmes) est moins élevé à Evere que dans la Région de Bruxelles Capitale dont la moyenne est de 20,5 %

### Entreprises et commerces

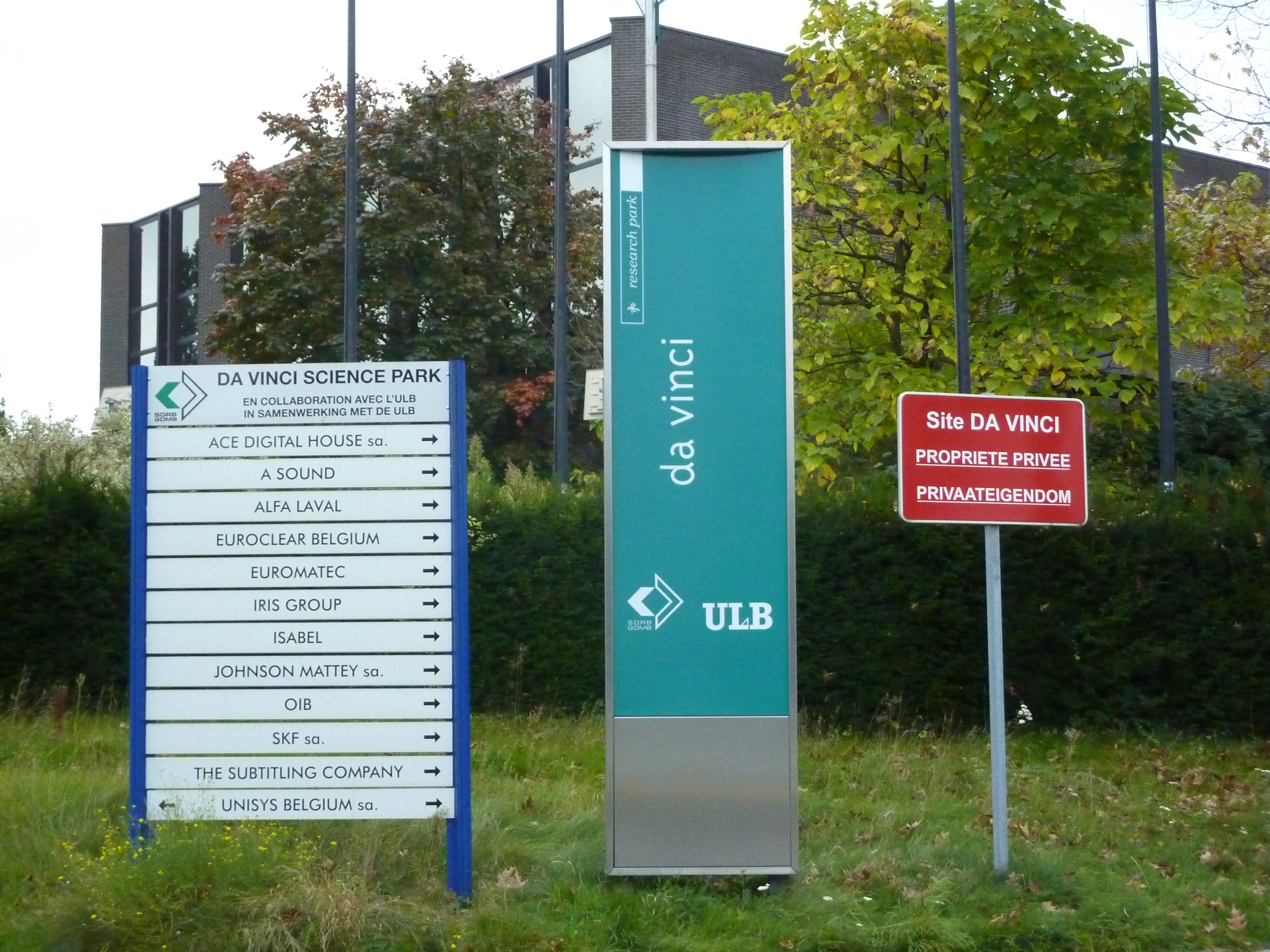
Signalisation au « Da Vinci Research Park ».

Après la disparition, entre 1970 et 1975, du dernier exploitant du secteur primaire et depuis la fermeture définitive, le 12 octobre 2007, par la société américaine Vishay Intertechnology (en), qui avait racheté la Manufacture Belge de Lampes Électriques, à Philips, de son site industriel implanté sur le territoire communal, Evere ne compte plus, dans le secteur secondaire, que trois grandes entreprises, toutes trois dans la zone « Four à brique ».
Par contre, nombre d'entreprises du secteur tertiaire sont installées dans les cinq parcs de bureaux de la commune :
- la zone « Colonel Bourg-Georgin », à cheval sur les communes d'Evere et de Schaerbeek, est surtout centrée sur la distribution et réparation automobile. C'est ici qu'est installé, depuis 1970, le groupe Vlan qui occupe le leadership national de la presse écrite gratuite. C'est aussi dans cette zone, mais sur le territoire de Schaerbeek, que RTL-TVI et Bel RTL ont installé, en 2007, leurs nouveaux studios d'enregistrement ;
- la zone « Genève » située entre la rue de Genève et le boulevard Léopold III accueille des immeubles de bureaux de douze étages chacun. Trois de ces immeubles sont entièrement occupés par la Direction générale de la traduction de la Commission européenne[52]. Deux enseignes commerciales de la grande distribution, Delhaize le Lion et Carrefour, y sont aussi implantées. Cette dernière y ayant également son siège social pour la Belgique ;
- la zone « Four à brique » est la zone d'entreprise la plus ancienne. Elle est implantée sur un ancien site industriel tourné vers la fabrication de la brique. Elle accueille, entre autres, deux sociétés d'organisation de réceptions ainsi que l'entreprise Plantin active dans le domaine de l'imprimerie qui occupe une surface de 21 120 m2 et fait partie de la société de portefeuille Corporate Express ;
- la zone « Da Vinci Research Park », en partie sur Haren, créée pour être un parc scientifique tourné vers la recherche et le développement en partenariat avec l'Université libre de Bruxelles accueille des spin-off (tel Unisys Belgium issue de Unisys Corporation sur Haren). C'est aussi ici que le Département courrier de la Commission européenne[53] s'est installé ainsi que, depuis 2010, Mobistar ;
- la zone « Carli », qui est le plus petit des cinq parcs, accueille, depuis 2000, Belgacom Skynet qui est le premier des quatre Netcenter[note 16] de Belgacom. C'est aussi, en bordure de ce parc que s'est implanté, en 2007, sur une surface de 12 000 m2, l'atelier protégé Brochage Renaître spécialisé dans le brochage et qui occupe plus de 150 personnes.

La superficie brute (c'est-à-dire voiries comprises) totale allouée aux parcs d'entreprises est de 278 427 m2 représentant 5,55 % du territoire. En 2010, 3 157 m2 restaient disponibles.
Evere ne comporte aucun centre commercial. Le commerce de détail, y compris la grande distribution dont la plupart des enseignes sont présentes, est disséminé sur tout le territoire. Hormis une densité quelque peu plus importante aux alentours directs de la place Jean De Paduwa et de la place de la Paix, il n'existe pas de réel pôle commercial. Quinze agences bancaires étaient implantées sur le territoire communal ainsi que onze lieux munis de guichets automatiques bancaires.
Deux marchés hebdomadaires prennent place dans la commune. Le plus ancien se déroule tous les mercredis matin rue Édouard Deknoop et rassemble une centaine d'échoppes spécialisées dans l'alimentation, le textile, la maroquinerie et la floriculture. Le second se déroule chaque vendredi, devant l'entrée du cimetière de Bruxelles, avenue du Cimetière de Bruxelles et propose des produits du terroir et de l'artisanat.

## Culture locale et patrimoine

### Monuments et sites classés

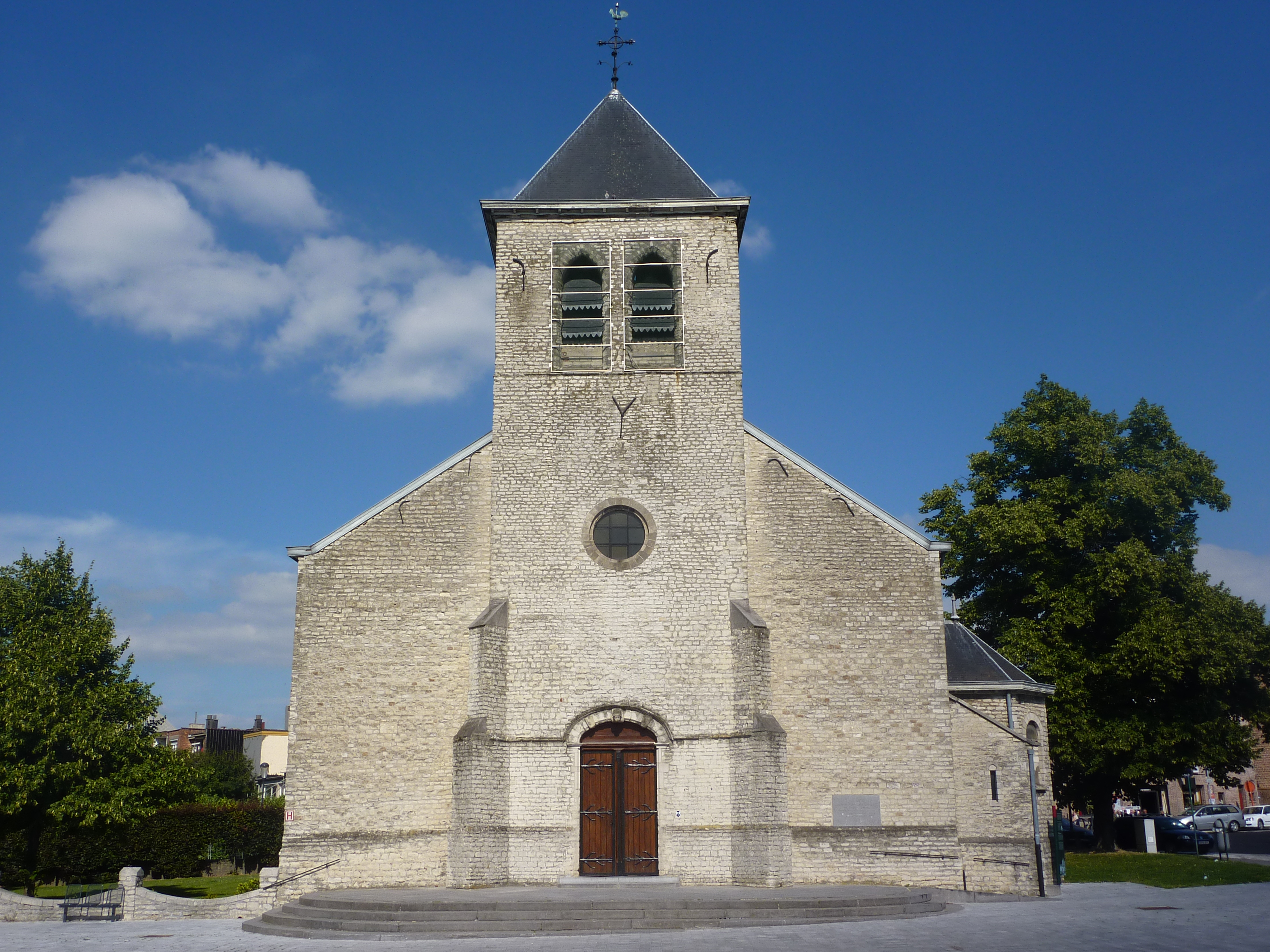
L'église Saint-Vincent et, à droite, l'arbre du centenaire.

Malgré la petitesse de son territoire, Evere recense neuf monuments et deux sites classés au patrimoine culturel de la Région de Bruxelles-Capitale :
- l’église Saint-Vincent bâtie sur un site qu’occupait déjà une tour remontant au moins au XIIIe siècle et qui fut intégrée au nouvel édifice ;
- l'arbre du centenaire qui est un tilleul à grandes feuilles dressé à droite de la nef de l'église Saint-Vincent. Cet arbre fut planté en 1930 à l'occasion du centenaire de l'indépendance de la Belgique[55] ;
- le cimetière de Bruxelles, créé en 1874, est situé sur le territoire de la commune. Avec une superficie de 38 hectares, il est le plus étendu des cimetières de la Région de Bruxelles-Capitale. Il comporte huit monuments funéraires classés séparément au patrimoine culturel ;
- l'ancien moulin et son jardin, qui abrite le musée bruxellois du moulin et de l’alimentation, fut construit au XIXe siècle et est l’un des plus anciens témoignages du patrimoine architectural de la commune ;
- la réserve naturelle du Moeraske est un marais de 14 hectares alimenté par le ruisseau du Kerkebeek. Biotope demi-naturel, il témoigne du biotope de la vallée de la Senne jusqu'au XVIIIe siècle ;

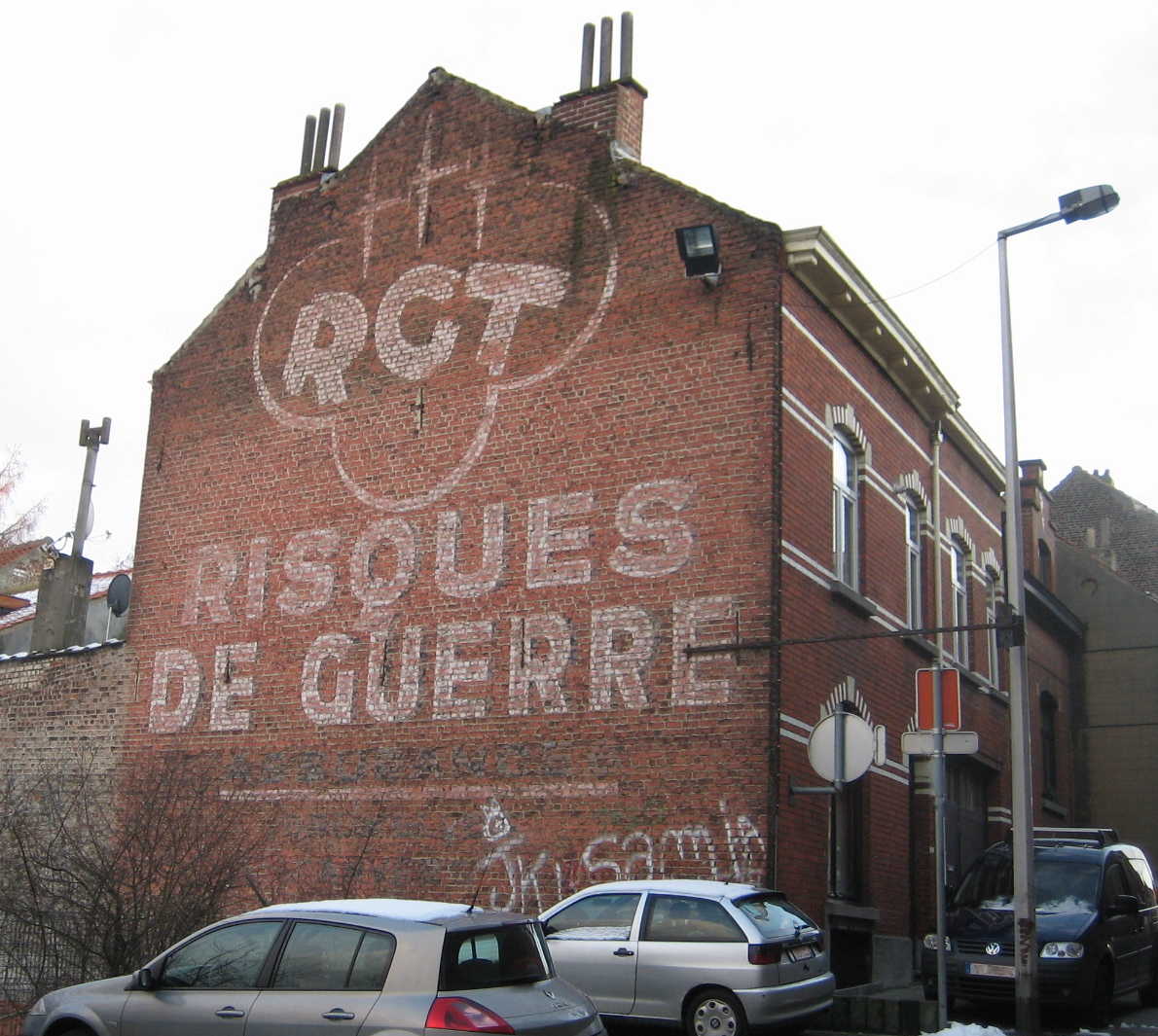
La fresque murale Risques de guerre.

- la fermette 't Hoeveke est une fermette bâtie en 1638. Elle constitue le patrimoine rural le plus ancien de la commune ;
- sur le pignon du no 44 de la rue Walckiers (50° 52′ 45″ N, 4° 23′ 25″ E) est peinte une publicité remontant à peu de temps avant l'invasion de la Belgique par la Wehrmacht au début de la Seconde Guerre mondiale.

C'est la compagnie d'assurances RGT qui fut le commanditaire de cette publicité vantant une police assurant les signataires contre les dégâts dus à la guerre. En 1940, elle était visible des trains qui passaient en contrebas. Malheureusement, devant l'ampleur des destructions et en raison des montants d'indemnisation énormes, la société fit faillite.
Cette fresque dite Risques de guerre est classée au patrimoine immobilier depuis le 1er avril 2004 par la Région de Bruxelles-Capitale.
- la sépulture de Georgette et René Magritte dans le cimetière de Schaerbeek qui est aussi situé sur le territoire d'Evere.

### Autres lieux d’intérêt

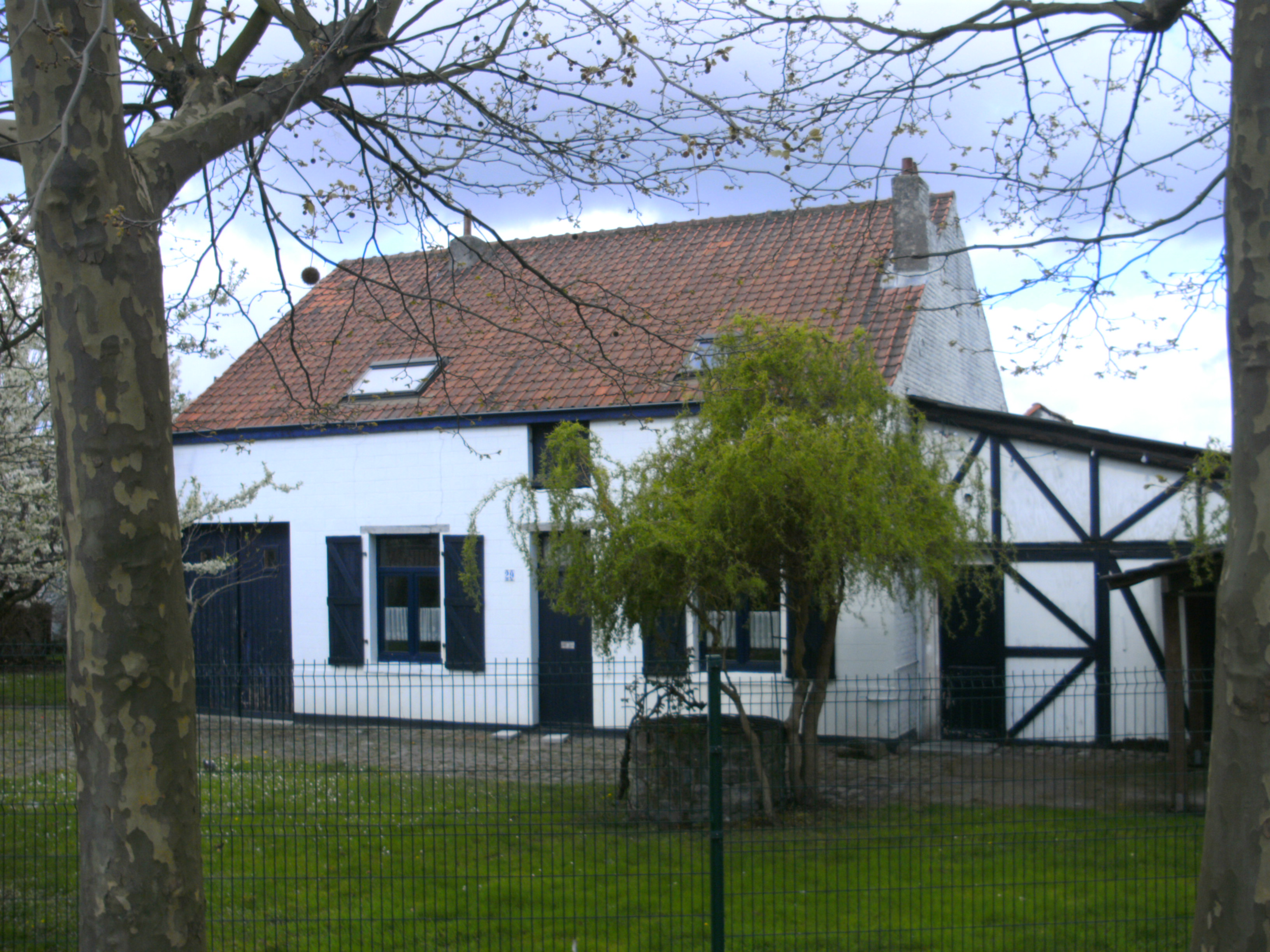
La fermette du Geuzenberg. Ex et, peut-être, futur musée du witloof.

#### Le musée d'histoire communale
Ce musée, aussi appelé Musée communal Pieter Cnops, est ouvert depuis 1994 et installé dans une maison de la fin du XIXe siècle. Il retrace l'histoire de la commune grâce à divers objets de la vie quotidienne et à des tableaux d'artistes locaux.

#### Le musée du witloof
Installé dans la fermette dite du Geuzenberg construite en 1891, ce musée exposait les outils propres à la culture du chicon, une partie didactique où était expliquée le maraîchage de ce légume et un petit potager où il était cultivé. Dans la grange réaffectée, un petit restaurant dont les plats étaient centrés sur le chicon était ouvert le dimanche .
La commune d'Evere a racheté la fermette en 2006 mais aucun projet de réaffectation n'a encore abouti à ce jour.

#### Le vieux cimetière d'Evere

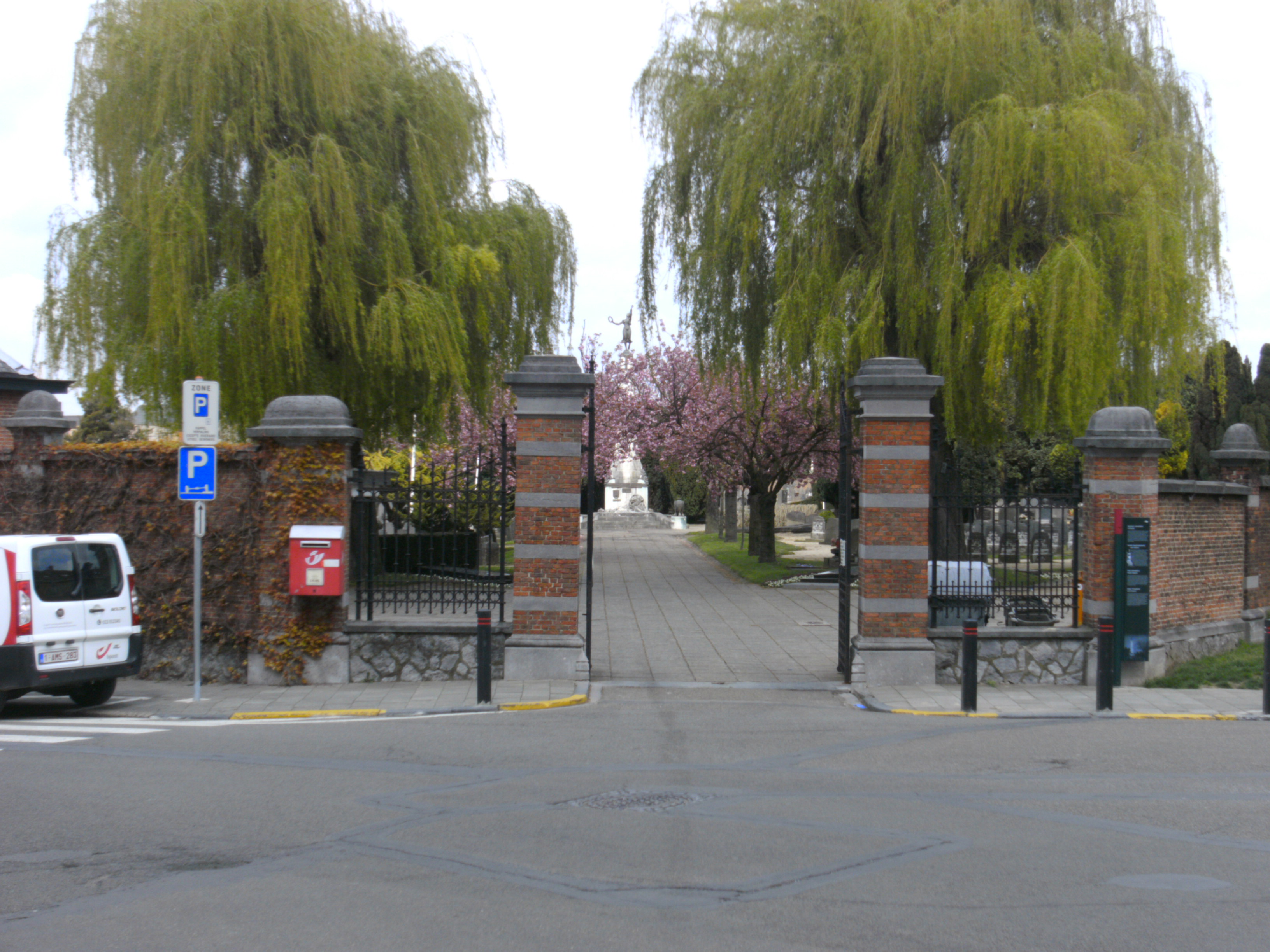
L'entrée du vieux cimetière d'Evere.

Avant 1880, les défunts étaient enterrés autour de l'église Saint-Vincent. Les autorités communales acquièrent alors un terrain de 35 ares pour y établir le nouveau cimetière qui, dès 1896, est agrandi jusqu'à une surface de 180 ares.

Le cimetière, qui abrite les sépultures de la plupart des bourgmestres d'Evere morts après 1880, comporte aussi un monument aux victimes everoises de la Première Guerre mondiale ainsi qu'un carré original, de part et d'autre de l'allée d'honneur, constitué de sépultures de militaires everois non tués pendant une guerre.

L'entrée s'effectue à l'intersection de la rue Saint-Vincent et de l'avenue Champ de repos.

En 1992, il est fermé aux nouvelles sépultures et l'actuel cimetière d'Evere est alors ouvert dans la commune de Woluwe-Saint-Étienne contigu au cimetière de Schaerbeek.

### Folklore et traditions locales
Le folklore et les traditions locales ont commencé à disparaitre dans la deuxième moitié du XXe siècle avec la dissolution progressive des guildes, corporations et orchestres d'harmonie locales conjuguée avec l’afflux d'habitants de souche non everoise. Peu d'évocations du passé communal subsistent malgré la création, en 1988, du Cercle d'histoire, de folklore et d'archéologie d'Evere.

#### Le witloof

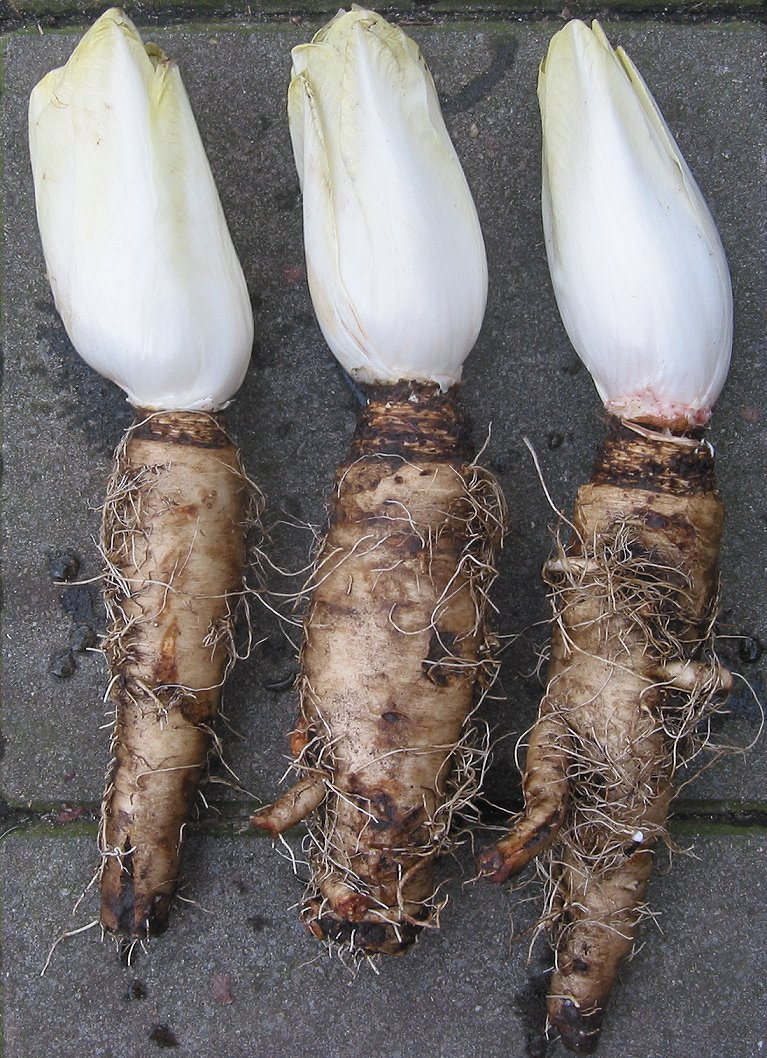
nl et leur racine.

Le nom de la commune d'Evere est traditionnellement associé à la culture du witloof, que l'on appelle aussi chicon en Belgique et dans le nord de la France et endive ailleurs. Elle fut jusque dans les années 1960 un très important centre de production.
Le nom witloof apparait déjà au XVIIIe siècle. « En décembre 1763, l'on acheta wit louef om te stoeven (« feuille blanche à étuver » en brabançon) pour le compte de la corporation bruxelloise des brasseurs » « En décembre 1793, la corporation des boulangers déboursa 17 sous 2 liards à l'achat de witloofs ». Il est probable qu'à cette époque il s'agissait du légume appelé barbe de capucin.
Plusieurs versions existent quant à l'origine de la witloof telle que nous la connaissons aujourd'hui. La plus acceptée est celle qui attribue sa découverte à Frans Bresiers (nl),, jardinier en chef au Jardin botanique de Bruxelles, qui, fort de sa trouvaille, démissionna de son poste en 1836 pour fonder sa propre entreprise de culture maraîchère à Schaerbeek.
Le nom du premier maraîcher ayant vendu sa production est inconnu mais l'on sait que ce légume était consommé à Bruxelles en 1851. Déjà à l’époque, il n’y avait plus de possibilités d'extension pour la culture à Schaerbeek qui voyait ses terrains agricoles disparaitre au profit de l'urbanisation et c’est ainsi qu’Evere est devenue la « capitale » du chicon entre la fin du XIXe et les années 1960.

En 1929, sur les 104 hectares de terrains maraîchers, 51 étaient destinés au witloof. En 1950, 78 hectares lui étaient réservés et, en 1967, il n'y en avait plus que 4 hectares.
De ce riche passé, il reste peu d'allusions : un bas-relief, avec pour sujet la culture du witloof, sculpté en 1987 par Rudi De Raedt orne la façade sud-ouest de la maison communale, une confrérie gastronomique « Les Compagnons du Witloof », une partie des collections du musée d'histoire communale, le musée du witloof, créé par des bénévoles, installé dans une fermette construite en 1891 mais, malheureusement, fermé par manque de subsides pour la rénovation du bâtiment ainsi que quelques maisons ayant appartenu à des maraîchers reconnaissables à leur porte cochère qui permettait de remiser la charrette ; celle au no 164 de la rue Édouard Stuckens possède, en plus, la particularité d'avoir certaines des fenêtres du 1er étage peintes en trompe-l'œil afin d'éluder la taxe sur les fenêtres qui eut cours jusqu'en 1919.

#### Folklore
La fête de la saint Vincent, le 14 juillet, donnait jusqu'à la fin des années 1960 lieu à une kermesse, à une procession religieuse dans le « Bas Evere » pendant laquelle était exhibée publiquement la statue de la Vierge à l'Enfant de l'église Saint-Vincent ainsi qu'à une course cycliste pour amateurs (Le prix d'Evere) gagné en 1963 et en 1964 par un jeune membre du club cycliste local (l'Evere Kerkhoek-Sportif), un certain Eddy Merckx,.
Chaque jeudi de l'Ascension prenait place à un pèlerinage marial, passant par la commune, à la Basilique Notre-Dame de Montaigu distante de plus de 45 kilomètres du centre d'Evere.

### Personnalités liées à la commune
Nées à Evere :
- Guido Fonteyn (né en 1943), journaliste et administrateur à la KUB ;
- Simone Liénard (1912 - 1988), peintre impressionniste ;
- Michy Batshuayi footballeur international belge.

Décédées à Evere
- Jean De Paduwa[64] ou à l'état-civil Joannes De Paduwa, né à Wambeek le 29 janvier 1837 et décédé à Evere le 20 juillet 1906, fils de Jean-François De Paduwa, né à Wambeek le 25 octobre 1813 et décédé à Gooik le 25 mai 1885, et de Marie Joseph Sneppe, née à Sint-Katherina-Lombeek le 30 janvier 1814 et y décédée le 20 décembre 1873, fut abbé et curé de la paroisse Saint-Vincent et instigateur de la construction de l'église Saint-Joseph ;
- Albert Tricot (1920 - 2010), chirurgien orthopédiste, cofondateur de la Fédération sportive belge des handicapés (le futur Comité paralympique belge).

Autres :
- Marie-Élisabeth d'Autriche (1680 - 1741), gouvernante des Pays-Bas autrichiens, possédait un domaine de chasse à Evere ;
- Michy Batshuayi : (né en 1993), footballeur professionnel qui a commencé sa carrière en catégorie préminime au RFC Evere en 2003 ;
- Vicomte Adrien Ange Walckiers de Tronchiennes (1721 - 1799), dernier seigneur d'Evere[65] ;
- Joseph Édouard de Walckiers (1758 - 1837), banquier et fils du précédent ;
- Sarah Carlier (née en 1990), musicienne-chanteuse-compositrice née à Schaerbeek, elle habite à Evere ;
- Jo Delahaut (1911 - 1992), figure emblématique belge de la peinture d'abstraction géométrique et auteur des céramiques de la station de métro Montgomery. Il a résidé à Evere ;
- Eddy Merckx (né en 1945), champion cycliste et membre du club Evere Kerkhoek-Sportif ;
- Jamila Si M'Hammed, psychiatre et présidente du comité belge de Ni putes ni soumises, a vécu son enfance et son adolescence à Evere ;
- Georges Nélis (1886 - 1929), aviateur, fondateur de la SABCA et premier directeur de la Sabena[66] ;
- André O'Kelly (1755 - 1815), premier maire à être seul détenteur du pouvoir exécutif de la commune d'Evere ;
- Alfred Renard (1895 - 1988), inventeur et homme d'affaires belge, fondateur de la société « Renard Constructions Aéronautiques » ;
- Fatiha Saïdi (née en 1961), échevine d'Evere depuis 2006, parlementaire au Parlement de la Région de Bruxelles-Capitale depuis 2009 ;
- Guy Vanhengel (né en 1958), membre du conseil communal d'Evere depuis 1989, ministre bruxellois du Budget et des Finances depuis 2011, fut vice-premier ministre et ministre du Budget fédéral entre 2009 et 2011 ;
- Rudi Vervoort (né en 1958), bourgmestre d'Evere depuis 1998 et ministre-président du Gouvernement de la Région de Bruxelles-Capitale depuis 2013[67].

Enterrées à Evere :
Les cimetières de Bruxelles et de Schaerbeek sont situés sur le territoire communal d'Evere.

## Accessibilité
La commune d'Evere est desservie par le tram 55, le tram 62 et les bus          .